# Wirtschaftsgeschichte Chiles

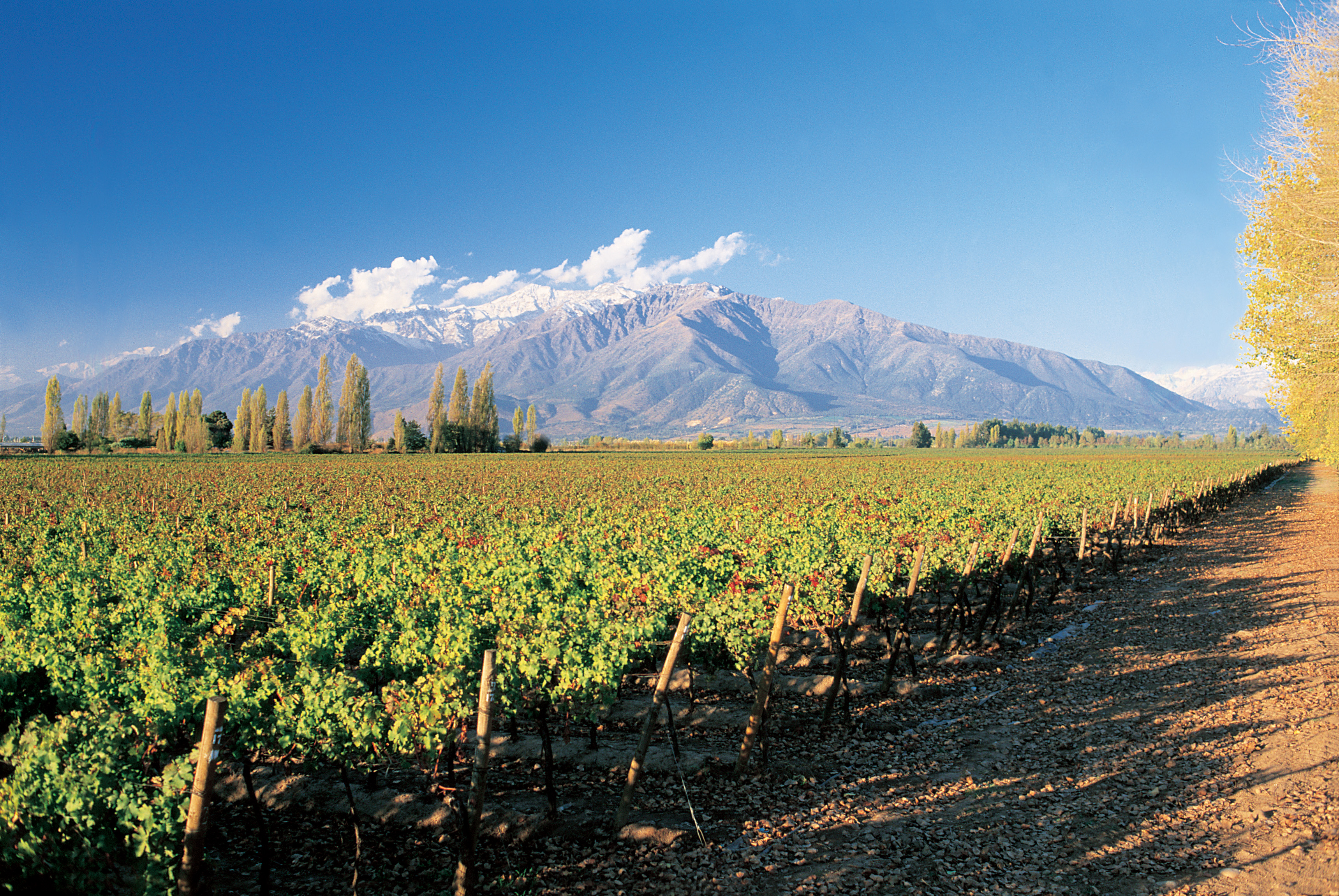
Weinbau in Chile

Die Wirtschaftsgeschichte Chiles wird in ihrer frühen Phase als fortdauernder Anpassungsprozess an die natürlichen Gegebenheiten eines Landes mit extrem unterschiedlichen Klimazonen und daher auch überaus stark divergierender Flora und Fauna aufgefasst, was auf kleinem Raum verschiedenste Kulturen der Jäger und Sammler, dann der Fischer und Ackerbauern hervorbrachte. Die Wirtschaft Chiles hat sich im Laufe der Zeit gewandelt von den heterogenen Wirtschaftsweisen der verschiedenen indigenen Völker über eine an den Bedürfnissen Spaniens ausgerichteten Kolonialwirtschaft zu einer Wirtschaft mit Schwerpunkt auf Rohstoffgewinnung und -export, der im Laufe der 1930er Jahre eine Industrialisierung gelang. Chiles jüngste Wirtschaftsgeschichte steht im Mittelpunkt einer intensiven Debatte, in deren Verlauf Neoliberalismus seine moderne Bedeutung erlangte.
Die Gesellschaften Chiles basierten in der präkolumbischen Zeit auf Fischer- und Bauernkulturen im Norden und Jägerkulturen im kargen Süden. Ab dem 16. Jahrhundert erzwang die spanische Kolonisation die ökonomische Einbeziehung in das Habsburgerreich. Mit den spanischen Haziendas wurde der Grundstein für den Chile jahrhundertelang ökonomisch und politisch dominierenden Großgrundbesitz und die Masse nahezu rechtloser Landarbeiter gelegt. Das Handelsmonopol der Krone wurde bereits im 18. Jahrhundert durch Schmuggler ausgehöhlt, endete formell aber erst 1810 mit der Unabhängigkeit Chiles. Die chilenische Wirtschaft erlebte verschiedene Zyklen. Im 17. Jahrhundert war die Rinderzucht der wichtigste Wirtschaftszweig, im 18. Jahrhundert der Weizenanbau. Von 1873 bis 1914 wirkten sich Aufstieg und Verfall der Chilesalpeter-Produktion maßgeblich auf die wirtschaftliche Entwicklung aus. Danach wurde der Kupferbergbau zum dominierenden Wirtschaftszweig.
Durch den scharfen Einbruch des Welthandels infolge der Weltwirtschaftskrise und des nachfolgenden Zweiten Weltkriegs erfolgte in den 1930er und 1940er Jahren eine importsubstituierende Industrialisierung. Nach der Normalisierung des Welthandels wurde diese Strategie in den 1950er und 1960er Jahren mit wechselnder Intensität weiterverfolgt und an den Empfehlungen der Strukturalisten ausgerichtet.
Als erstes Land erlebte Chile von 1973 bis 1982 eine radikale Wende in der Wirtschaftspolitik hin zum Wirtschaftsliberalismus der New Right (verbreitet als Neoliberalismus bezeichnet), vor allem durch Liberalisierung des Außenhandels, Privatisierung, Deregulierung und Abbau des (rudimentären) Sozialstaats. Eine graduelle Kurskorrektur erfolgte 1983–1990 mit der Wende zum „pragmatischen Neoliberalismus“. Seit der Redemokratisierung 1990 erfolgte zudem eine Kurskorrektur in der Sozialpolitik.

## Präkolumbische Geschichte (12.500 v. Chr. – 1541 n. Chr.)

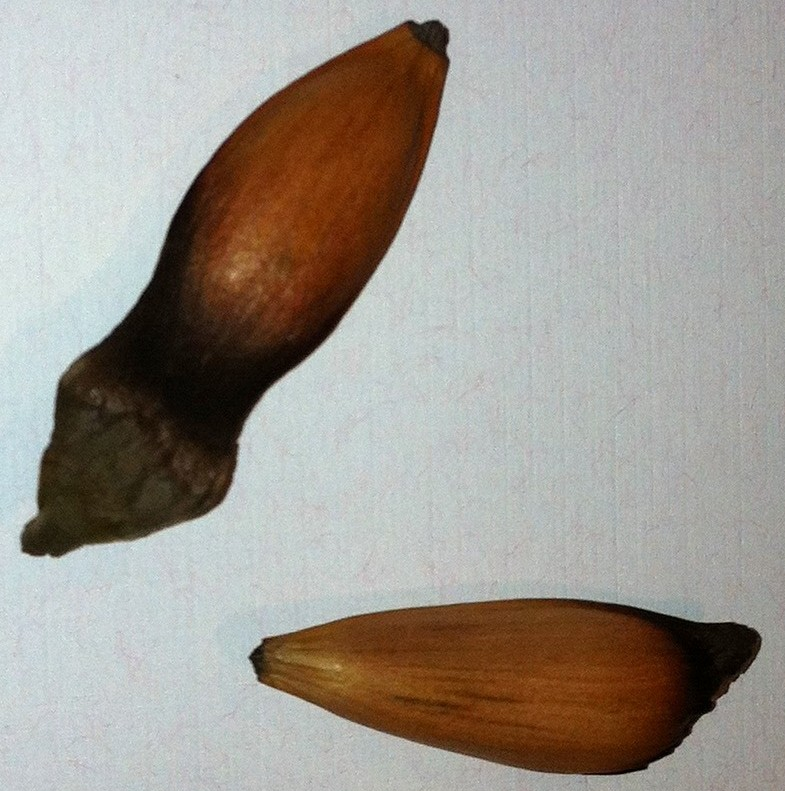
Die pinienkernartigen Samen der chilenischen Araukarie, genannt Piñones, stellten ein wichtiges Nahrungsmittel der araucanischen Völker dar.

### Jäger und Sammler
Archäologische Funde deuten darauf hin, dass es eine menschliche Besiedlung bereits im Pleistozän gab. Älteste Funde in Monte Verde im südlichen Zentralchile konnten auf 12.500 v. Chr. datiert werden, Funde in Fell’s Höhle in Patagonien und Pali Aike im äußersten Süden auf 11.000 v. Chr. Die ersten Menschen lebten als Jäger und Sammler u. a. von der Jagd auf Riesenfaultiere, Mastodonten und Guanakos, aber auch als Fischer.

### Chinchorro: frühe Fischerkultur, erste Landwirtschaft
Zu den frühesten Kulturen gehört die Chinchorro-Kultur, die in der extrem trockenen Atacamawüste lokalisiert werden konnte. Obwohl sie keine den Ägyptern oder Inkas vergleichbare komplexe Gesellschaftsorganisation entwickelte, gehört sie zu den ersten Kulturen, die Mumifizierung praktizierten. Die ältesten Mumien konnten auf 7000 v. Chr. datiert werden. Da die Chinchorro von Anfang an von der Fischerei im Pazifik lebten, entwickelten sie vor allem Werkzeuge, die dieser Art des Lebensunterhalts dienten. Angelhaken wurden aus Knochen, Muscheln oder Kaktusstacheln gefertigt. Sie nutzten Steingewichte zum Tiefseefischen, Steinmesser, Ahlen, Harpunen und Speerschleudern. Trotz der extremen Trockenheit standen ihnen Pflanzenfasern zur Verfügung, denn einige der aus dem Hochland fließenden Flüsschen, die die Atacamawüste berührten, bildeten Schwemmkegel. In diesen wuchs ein schilfähnliches Gras, dessen Fasern zur Herstellung von Kleidern, als Hilfsmittel bei der Totenpräparierung und zur Herstellung von Netzen und Angelleinen genutzt wurden.
In der späten Phase Rivera III, also zwischen 2000 und 500 v. Chr., verminderte sich die Abhängigkeit von den Meeresressourcen. Stattdessen wuchs die Bedeutung von Baumwolle und Wolle, Palmlilien und Maniok wurden angepflanzt, aber auch das als Inkareis bekannte Quinoa, das in der Sprache der Quechua kinwa heißt. In den Mägen einiger Mumien fanden sich Überreste einer kleinen Fischart, die bisher nicht identifiziert werden konnte, aber auch von Schalentieren. Daneben fanden sich große Mengen von Monokotyledonen, genauer gesagt von Fasern ihrer Rhizome. Am häufigsten waren jedoch Teichbinsenfasern. Quinoa ließ sich hingegen nur in einem Fall nachweisen, möglicherweise auch die Kartoffel.

### Ethnische Vielfalt, Fischer- und Bauernkulturen im Norden, Jäger im Süden

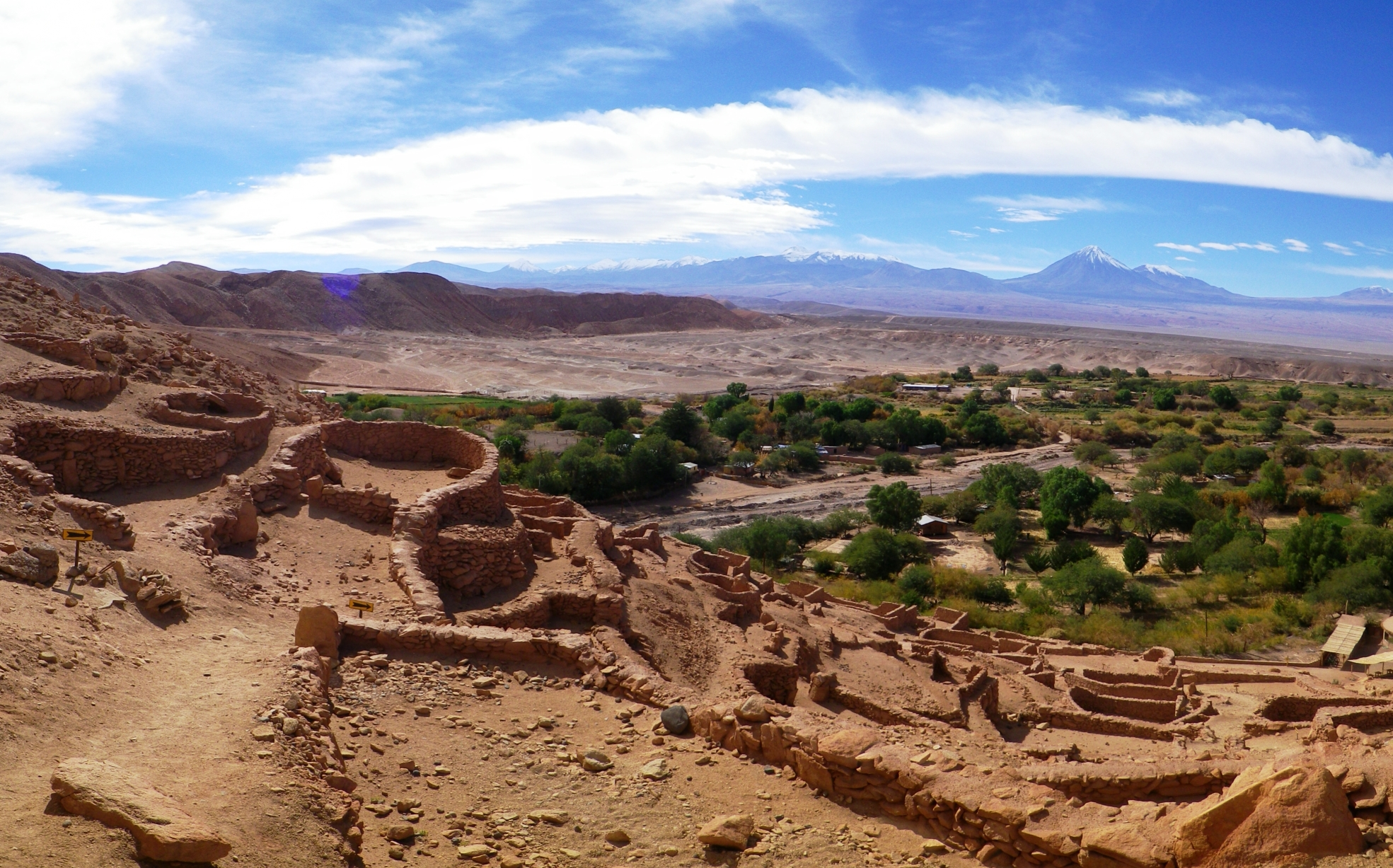
Überreste der Wohn- und Fluchtburg Pukará de Quitor. Erbaut um 1300 von den Likan Antai (Atacameños), zerstört Mitte des 16. Jahrhunderts durch spanische Konquistadoren.

Im Norden Chiles lebten zum Zeitpunkt der Eroberung durch die Spanier ca. 80.000 Indigene. Die Wüsten in Küstennähe Nordchiles bevölkerten die nomadisch lebenden Chango. Diese fuhren auf mit Seehundfell bespannten Kanus aufs Meer hinaus um zu fischen; ergänzt wurde der Speiseplan auch um Krebse, Wild, Samen, Beeren und Nüsse. Im Landesinneren lebten die sesshaften Aymara. In den Canyons am Altiplano legten sie Bewässerungsgräben an, um Mais, Kidneybohnen, Quinoa (eine Getreideart) und Kürbis anzubauen. Auf dem Altiplano bauten sie Kartoffeln an und züchteten Lamas. Es wird davon ausgegangen, dass die Aymara die Tiahuanaco-Kultur formten. Um ca. 1500 herum mussten sie sich den Inka unterwerfen, behielten aber eine gewisse Autonomie. Eine ganz ähnliche Lebensweise hatten die Atacameño in den Canyons der Anden. Im halbtrockenen Norden Chiles lebten die sesshaften Diaguita an permanenten Bachläufen, wo sie eine den Aymara ähnelnde Landwirtschaft entwickelten.

Die Siedlungsgebiete der verschiedenen Indianerstämme.

Im fruchtbaren und klimatisch begünstigten Mittelchile lebten die auraucanischen Völker (Picunche, Mapuche, Huiliche, Pehuenchen und Cuncos), welche dieselbe Sprache aber unterschiedliche Lebensweisen hatten. In dieser Region lebten zum Zeitpunkt der Eroberung durch die Spanier zwischen 0,5 und 1,5 Millionen Indigene. Die Picunche wohnten in großen dauerhaften Dörfern. Zur Intensivierung der Landwirtschaft bauten sie kleinere Bewässerungskanäle. Die Mapuche und Huilliche hingegen lebten in kleinen Siedlungen in Flusstälern. Sie brannten ein kleines Waldstück nahe der Siedlung nieder (Brandrodung), um dort Mais, Kidneybohnen, Quinoa, Kürbis, Chili und weiße Kartoffeln anzubauen. Durch die Brandrodung wurde der Boden mit Nährstoffen angereichert und das Sonnenlicht konnte bis zum Boden durchdringen. Nach drei bis vier Jahren war der Boden erschöpft, so dass die Siedler weiterziehen mussten (Wanderfeldbau). Sie züchteten auch Lamas um Fleisch und Wolle zu gewinnen. Es entstand zudem eine hochentwickelte Töpferei und Textilweberei. Die Cuncos besiedelten ein Küstengebiet und die Insel Chiloe. Sie lebten hauptsächlich vom Fischen und Krabbenfang. Die Pehuenchen lebten nomadisch, sie sammelten die Nüsse der chilenischen Araukarie und jagten Guanakos, aus deren Fellen sie ihre Kleider herstellten. Der Name Pehuenche bedeutet Auraukarien-Nuss-Volk.
Der Süden Chiles (Patagonien) war dünn besiedelt. An den Fjorden und Flüssen lebten nomadische Jäger und Sammler, die Kanus nutzten. Hierzu gehören die Chonos, Kawesqar und Yámana, die sich in Sprache und Kultur voneinander unterschieden.
Im Unterschied zu den Europäern nutzen die indigenen Völker Metalle nicht im größeren Maßstab zur Werkzeug-, sondern hauptsächlich zur Schmuckherstellung. Auch wurde die Arbeitskraft von Tieren in viel geringerem Umfang genutzt. So wurden Lamas nur auf den Andenpfaden als Transportmittel genutzt. Wo möglich bevorzugten es die Indigenen ihre Waren in Kanus zu transportieren.
Unter den Kulturpflanzen hatte Mais eine besondere Bedeutung, da es zu den wenigen Lebensmitteln gehörte, die mehrere Jahre gelagert werden konnten. Daher nahmen die Indigenen in Kauf, dass zu seinem Anbau in den Anden aufwändige Terrassen und Bewässerungsanlagen angelegt werden mussten. Anhand von Halsketten aus Knochen, Gold- und Kupferstücken wird auf eine gewisse soziale Hierarchisierung geschlossen.

### Inka

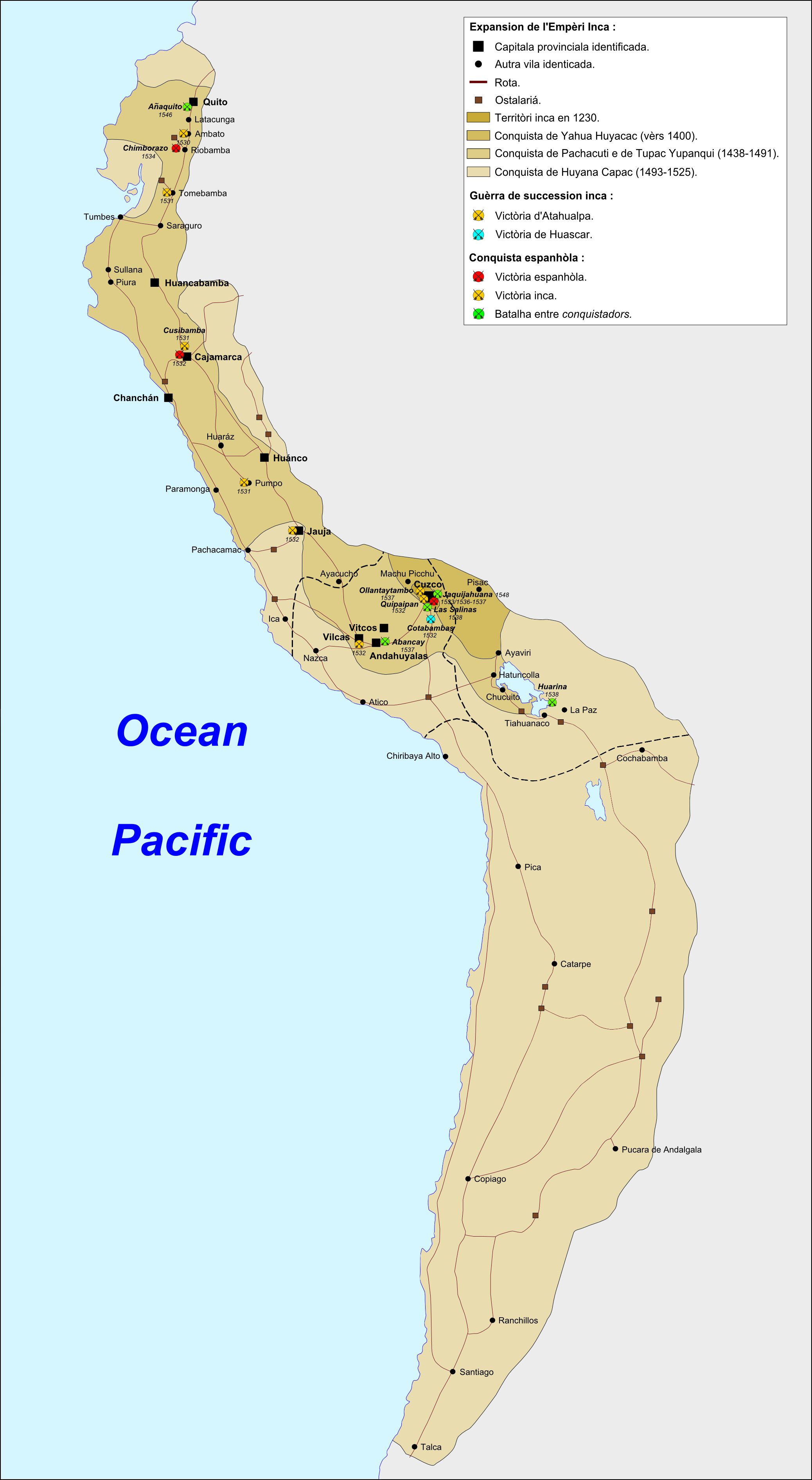
Die Ausdehnung des Inkareiches mit seinem Straßensystem. Die südliche Grenze des Inkareiches bildete der Río Maule.

Das Stammgebiet der Inka lag im heutigen Peru. Wohl 70 Jahre vor der Ankunft der Spanier begannen die Inka unter Túpac Yupanqui (1438–1491) den Norden Chiles bis zum Río Maule zu erobern. Die Hauptsiedlungen lagen an den Flussläufen von Aconcagua, Mapocho und Maipo, als südlichste Siedlung kommt Quillota im Tal des Aconcagua in Frage. Santillan sieht 1563 die Südgrenze am Rio Cachapoál südlich von Santiago. José Toribio Medina berichtet 1882 von einer Festungsruine am Cerro de la Angustura. Eine weitere Expansion scheiterte am entschiedenen Widerstand der auraucanischen Stämme in der mehrtägigen Schlacht am Maule, die in den spanischen Quellen erwähnt wird, etwa im Werk des Inca Garcilaso de la Vega (Libro 2, Cap. 18–20) Vor allem die Diaguita und Picuncha (die Spanier nannten sie „Promaucaes“) Mittelchiles wurden unterworfen, im Norden waren die Kämpfe so heftig, dass einige Gebiete zeitweise entvölkert wurden. Der Einfluss der Inka reichte bis zum Bio-Bio im Süden.
Die Inka beließen den unterworfenen Stämmen ihre Religion und Sitten, verlangten aber Tribute in Form von Metallen (insbesondere Gold) und Arbeitskraft. Gelegentlich kam es zu Umsiedlungen. Die Herrscher der vier Reichsteile trugen den Titel Apukuna („Herren“), Chile gehörte zum Teilreich Qullasuyu.
Handel und militärische Allianzen beruhten in Ermangelung von Geld auf dem System der Reziprozität. Wenn sich die Gegner freiwillig unterwarfen, wurden sie in das rituelle Tauschsystem integriert. Die großzügigen neuen Herren erwarteten dementsprechend als eine Art Gegengeschenk, dass die Unterlegenen Speicher anlegten und füllten, um die Hauptstadt zu versorgen; die lokalen Autoritäten wurden nicht entmachtet, sondern zur Kooperation gestärkt. Die Inka siedelten dortige Würdenträger nach Cuzco um, wo ihre Kinder als Inka erzogen wurden.
Gleichzeitig diente die indirekte Herrschaft dazu, die Arbeitsverteilung des Mita-Systems den Herrschern der einzelnen Ethnien zu überlassen. Das Prinzip der Reziprozität fand auch Anwendung, wenn der Inkastaat als Kompensation für Verpflichtungen der Mit’a und Mitmay für Ernährung, Kleidung, Wohnraum und Werkzeuge der Dienstverpflichteten sorgte und rituelle Feste veranstaltete, bei denen nicht nur der Provinzadel, sondern auch die Gemeinden bewirtet wurden. Die gegenseitige Unterstützung bei der Feldarbeit, Ayni genannt, bestand in ländlichen Gebieten noch in der nachkolonialen Zeit und wirkt bis heute fort. Auch die vertikale Wirtschaftsweise, die schon vor den Inka bestand, wurde fortgeführt. Sie verband über familiäre Beziehungen verschiedene Nutzungszonen mit ihren jeweiligen Produkten. Doch ein Drittel der Fläche wurde für den Staat und den Inkaadel sowie dessen Bürokratie beansprucht, ein weiteres Drittel für den Klerus. Nur das letzte Drittel stand der lokalen Subsistenzwirtschaft zur Verfügung. Einzelpersonen besaßen weiterhin kein Land.

## Chile als spanische Kolonie

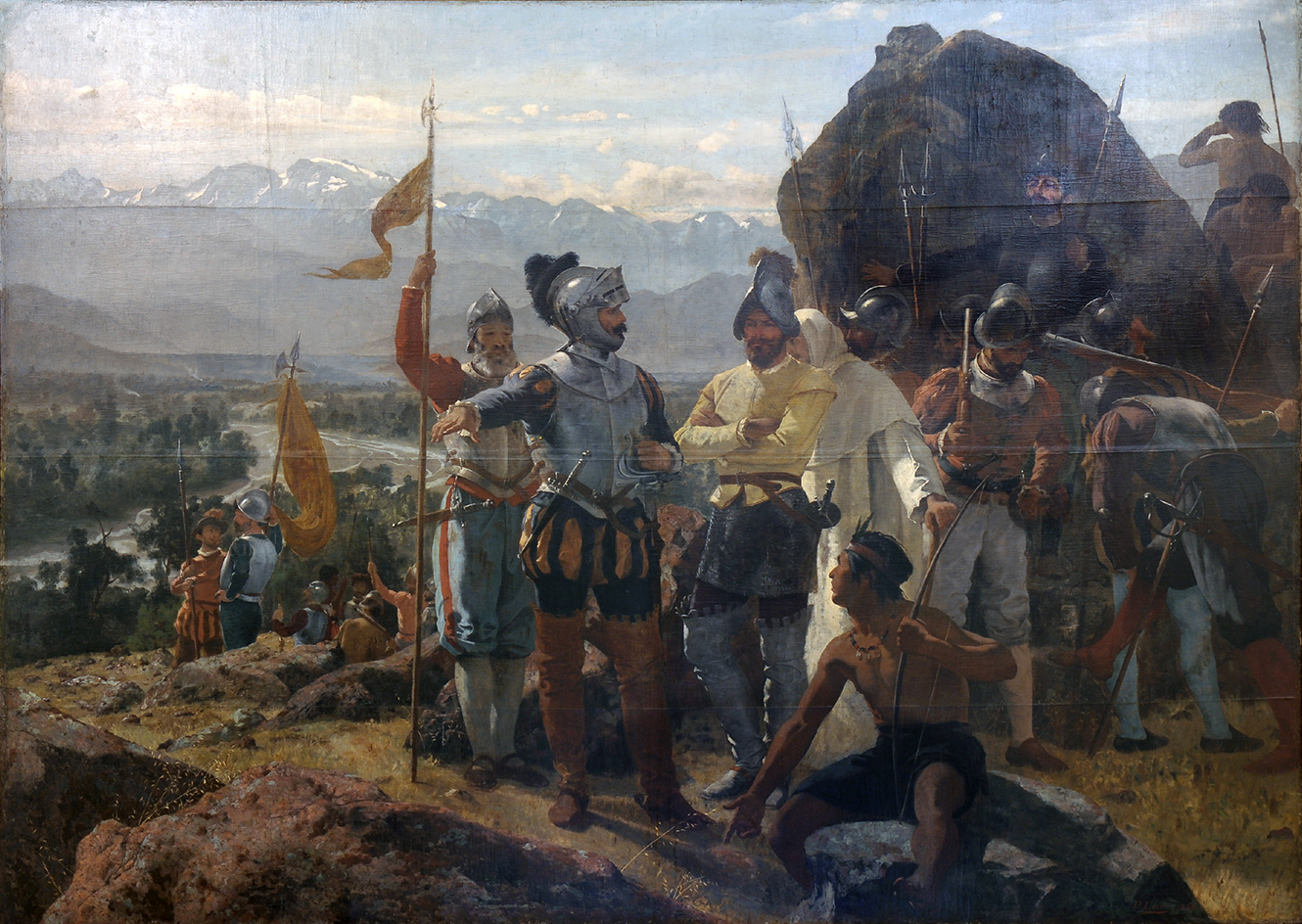
Gründung der Stadt Santiago de Chile nach Darstellung des Malers Pedro Lira von 1888.
Durch die Gründung von Städten veränderte sich die wirtschaftliche Ordnung Chiles während der Kolonialzeit.

### Spanische Eroberung (1541–1600)

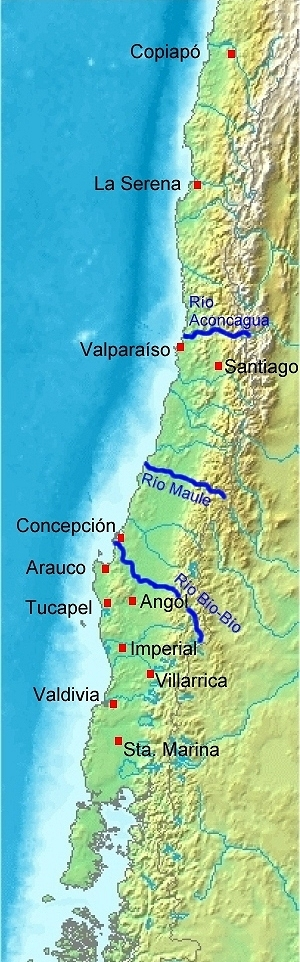
Alle spanischen Siedlungen im Herzland (rote Punkte) südlich des Río Bío Bío wurden während des Arauco-Krieges zerstört.

Die Kolonialisierung Chiles erfolgte nicht unmittelbar durch die katholische spanische Krone, sondern vielmehr mithilfe spanischer Entdecker und Abenteurer wie Pedro de Valdivia. Dieser war es auch, der im Rahmen einer Expedition im Jahre 1541 die heutige Hauptstadt Santiago de Chile gründete. Eine weitere wichtige Stadt, La Serena, wurde 1544 ebenfalls von einem spanischen Entdecker errichtet. Sie fiel jedoch zunächst einem Aufstand von Indigenen zum Opfer, bis 1549 die Neugründung La Serenas und wenig später anderer Städte in Südchile erfolgte. Diese Gründungswelle fand nach Valdivias Tod, der im Arauco-Krieg gegen die Mapuche gefallen war, im Jahre 1553 ein vorläufiges Ende. Aufgrund der bis 1583 anhaltenden Kämpfe und der damit verbundenen organisatorischen Strukturen, entwickelte sich die chilenische Kolonie zur homogensten und am meisten zentralisierten des spanischen Weltreichs.
Die ursprüngliche Triebfeder zur Eroberung Chiles war die Beschaffung von Gold, da die meisten europäischen Minen erschöpft oder nicht erreichbar waren und die Wirtschaft eine starke Expansion erfahren hatte. Viele der daraufhin aufgeschlossenen chilenischen Vorkommen, die von indigenen Zwangsarbeitern ausgebeutet wurden, waren jedoch bereits nach kurzer Zeit erschöpft. Verbliebene Goldminen mussten wiederum infolge der Aufstände der auraucanischen Völker ab 1599 aufgegeben werden. Aus diesem Grund waren die Kolonisatoren ab 1600 gezwungen, überwiegend von Landwirtschaft und Viehzucht zu leben. Eine Ausnahme bildete der 1567 eroberte Chiloé-Archipel und seine Spezialisierung auf Holzgewinnung aus den Patagonischen Zypressen.
Die spanische Kolonisierung Amerikas war durch die Gründung von Städten im Zentrum der eroberten Gebiete gekennzeichnet. Mit der Gründung einer jeweiligen Stadt wurden einige Konquistadores zu Vecinos, die ein Baugrundstück in der Stadt und meistens auch eine Farm erhielten. Farmen im städtischen Umkreis (Chacras) produzierten Lebensmittel, die etwas entfernter gelegenen Farmen (Haziendas oder Estancias) dienten im 16. Jahrhundert hauptsächlich der Rinderzucht. Neben dem Land wurden den Konquistadores auch Indianer als Sklaven zur Bewirtschaftung des Landes überlassen. Dadurch wurde der Grundstein für den Chile jahrhundertelang ökonomisch und politisch dominierenden Großgrundbesitz und die Masse nahezu rechtloser Landarbeiter gelegt. Neben der Subsistenzwirtschaft war Chile im 16. Jahrhundert auch durch Großproduktion (in Haziendas oder Estancias) für den Export geprägt. Die Kolonisatoren nutzten die Indigenen als Sklavenarbeiter, doch aufgrund der schlechten Lebensbedingungen sank die indigene Bevölkerungszahl stark. Die Krone führte das Encomienda-System ein, um die schlimmsten Exzesse zu unterbinden. Den Siedlern gelang es aber die Sklaverei faktisch weiterzuführen. Widerstand gegen die Ausbeutung kam von Jesuiten, Beamten und den Mapuche.
Als Kolonie unterlag auch Chile dem spanischen Handelsmonopol. Der chilenische Außenhandel musste über Peru abgewickelt werden, wo jährlich transatlantische Schiffskonvois zusammengestellt wurden. Die Waren wurden dann zunächst in einen spanischen Monopolhafen gebracht (zunächst Sevilla, später Cadiz), erst dort wurden sie weiterverkauft. Spanier und Peruaner konnten also weitgehend die Handelsbedingungen diktieren. Für Chile war der Außenhandel mit hohen Kosten verbunden.

### Jahrhundert des Rindertalgs (1600–1687)
Die Zerstörung der sieben Städte im Rahmen des Arauco-Krieges bedeutete für die Spanier den Verlust der beiden wichtigsten Goldbezirke und vieler indigener Sklavenarbeiter. In der Folgezeit konzentrierte sich die spanische Besiedlung auf die Zona central um Santiago de Chile, die zunehmend erforscht, besiedelt und wirtschaftlich ausgebeutet wurde. So wie auch in den anderen spanischen Kolonien in Amerika wurden Landwirtschaft und Viehzucht mit der Zeit bedeutsamer als der Bergbau. Der Bergbau war im 17. Jahrhundert auch weniger ergiebig als im 16. Jahrhundert und später ab dem 18. Jahrhundert. Als die Konquistadores einsahen, dass die Mapuche auf absehbare Zeit nicht unterworfen werden konnten, wurde 1683 die Versklavung gefangengenommener Mapuche verboten. Durch den Rückgang der indigenen Bevölkerung im Laufe des 17. Jahrhunderts ging die Bedeutung des Encomienda-Systems zurück. Teilweise wurden aus dem heutigen Argentinien Indianer vom Volk der Huarpe gekauft und über die Anden gebracht, um diese in chilenischen Haziendas arbeiten zu lassen.
Wirtschaftsschwerpunkte im Vizekönigreich Peru des 17. Jahrhunderts waren die Bergbaustädte Potosí (im heutigen Bolivien) und Lima (im heutigen Peru), die chilenische Landwirtschaft und Tierhaltung spielte demgegenüber eine untergeordnete Rolle. Der Großteil der chilenischen Exporte in den Rest des Vizekönigreichs bestand aus Rindernierenfett, Charqui (Trockenfleisch) und Leder. Aus diesem Grund bezeichnete der chilenische Historiker Benjamín Vicuña Mackenna das 17. Jahrhundert als das Jahrhundert des Rindertalgs. Andere Exportprodukte waren Trockenfrüchte, Maultiere, Wein und geringe Mengen an Kupfer. Der Handel mit Peru wurde von Kaufleuten aus Lima kontrolliert, die den Schutz der dortigen Behörden genossen. Neben dem Seehandel erfolgte auch Handel auf dem Landweg ab dem Hafen von Arica. Der innerchilenische Handel war bedeutungslos, da die Städte klein waren und autark wirtschafteten. Die Holzgewinnung hatte in der Kolonialzeit wenig Bedeutung. Eine Ausnahme bildete der Chiloé-Archipel, von wo aus das Vizekönigreich Peru mit Brettern aus dem Holz Patagonischer Zypressen versorgt wurde.

### Jahrhundert des Weizens (1687–1810)
Im Zeitraum 1650–1800 wuchs die chilenische Unterschicht beträchtlich an. Daher wurde die Siedlungspolitik intensiviert. Es wurden neue Dörfer und Städte gegründet und das umliegende Land zur Bewirtschaftung verteilt. Eine Ansiedlung im Umkreis der alten Städte (La Serena, Valparaíso, Santiago de Chile und Concepción) wurde von Siedlern bevorzugt, da es dort einen größeren Absatzmarkt gab als in den neuen Städten. Die Haziendas (Latifundien) dienten nicht der lokalen Versorgung, sondern produzierten im großen Stil für den internationalen Export. Nach dem Erdbeben von 1687 und einer Getreideschwarzrost-Epidemie im heutigen Peru setzten chilenische Getreideexporte nach Peru ein. Diese intensivierten sich in der Folgezeit noch, da die chilenischen Boden- und Klimabedingungen für die Getreideproduktion besser waren als in Peru und der Weizen daher billiger und von besserer Qualität war. Das Erdbeben von 1687 schadete kurzfristig auch dem Weinanbau in Peru, was dazu führte, dass in Chile der Weinanbau aufgenommen wurde.
Der Arbeitskräftemangel der Haziendas endete ca. 1780, danach entstand ein Bevölkerungsüberschuss, der auf den großen Gütern keine Beschäftigung mehr fand. Diese „Überschussbevölkerung“ ließ sich zum Teil in den Außenbezirken der großen Städte nieder, zum Teil besiedelte sie den etwas nördlicher gelegenen Teil Chiles. Es kam auch zu einer Ausweitung des Bergbaus. Im Laufe des 18. Jahrhunderts stieg die jährliche Goldproduktion von 400 auf 1000 kg und die jährliche Silberproduktion von 1000 auf 5000 kg.
Im 18. Jahrhundert erreichte die Schiffbauindustrie in Valdivia ihren Höhepunkt, als dort zahlreiche Schiffe einschließlich Fregatten gebaut wurden. Weitere Werften entstanden in Constitución und dem Chiloé-Archipel. Für die spanische Krone blieb aber Guayaquil im heutigen Ecuador die wichtigste Werft im Pazifikraum.
Ein direkter Handel mit Spanien über die Magellanstraße bzw. Buenos Aires begann im 18. Jahrhundert in erster Linie als Export-Route für Gold, Silber und Kupfer aus dem chilenischen Bergbau. Seit 1770 ging der Handel mit den Nachbarkolonien Peru und Ecuador zurück. Stattdessen weitete sich der Handel mit Argentinien, Paraguay und Europa aus. Der spanische Handel mit den Kolonien kam durch internationale Konflikte wie den Amerikanischen Unabhängigkeitskrieg und die Napoleonischen Kriege zeitweise weitgehend zum Erliegen. Zudem wurde das Handelsmonopol gegenüber den Kolonien durch Schmuggler aus England, Frankreich und den Vereinigten Staaten zunehmend ausgehebelt. Die Krone war gezwungen, Schiffen unter der Flagge der USA den Fischfang im Pazifik zu erlauben. Unter dem Vorwand Proviant einzukaufen und Reparaturen vornehmen zu lassen, konnten sich diese Schiffe legal in chilenischen Häfen aufhalten und dort heimlich Handel treiben.
Der innerchilenische Handel kann auch um 1800 herum noch nicht sehr bedeutsam gewesen sein. Ausgebaute Straßen gab es kaum, der einfachste Transport- und Reiseweg waren daher Schiffsrouten. 1795 wurde eine Straße von Santiago de Chile nach Concepción fertiggestellt, die aber zunächst wenig genutzt wurde.

## Die indigenen Ökonomien (Mapuche, Aymara, Quechua)

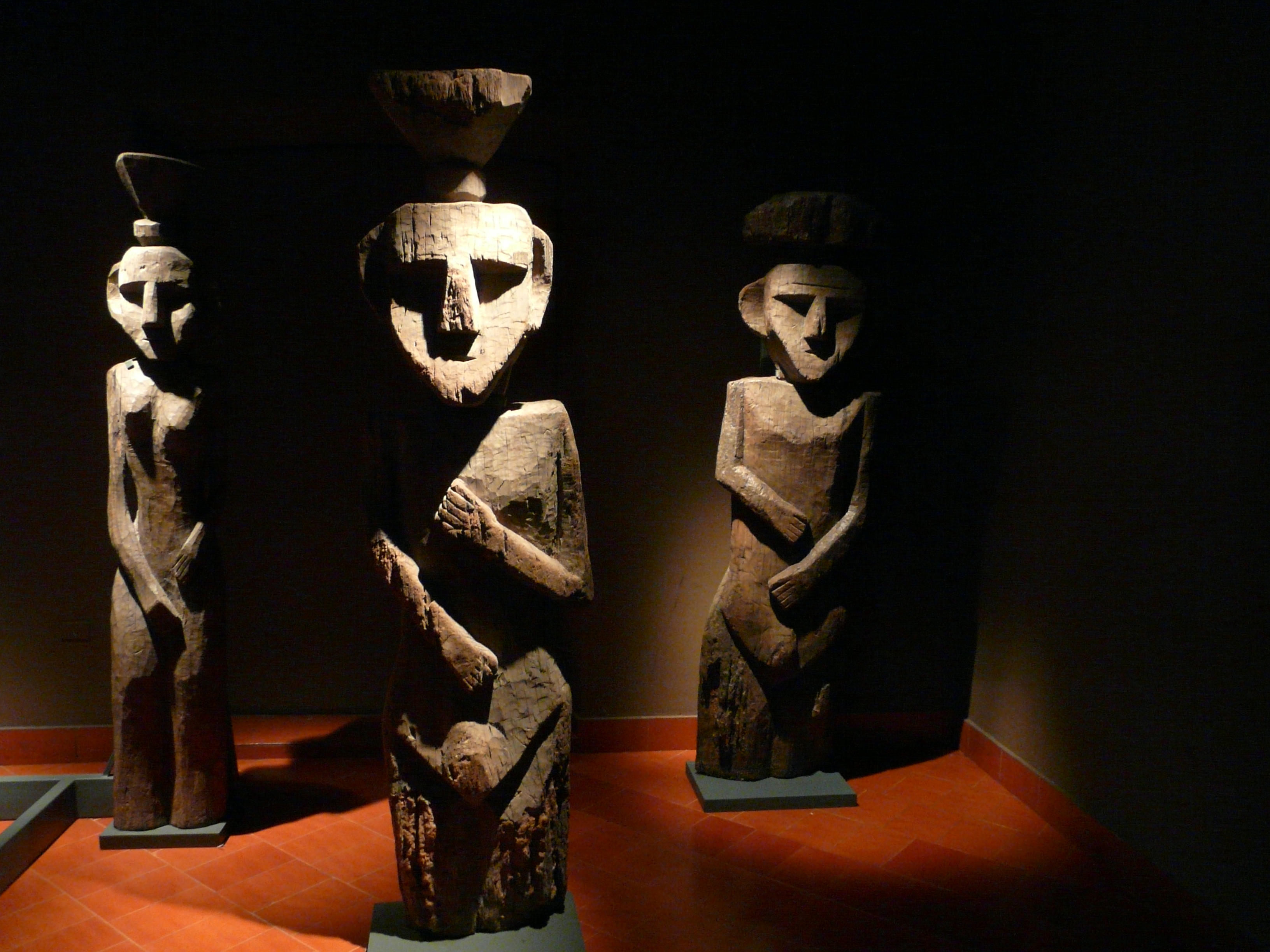
Als Chemamull wurden meist weit über 2 m hohe Holzskulpturen bezeichnet, die bis in die ersten Jahrzehnte des 20. Jahrhunderts Gräber anzeigten. Sie wurden nach Riten entsprechend der Tradition (admapu) aufgestellt.

Die Mapuche versorgten sich bis in das 16. Jahrhundert als Jäger und Sammler, domestizierten Kameliden und betrieben einen extensiven Subsistenzlandbau auf abgebranntem Waldboden. Die Frauen arbeiteten nun in den Häusern und stellten Keramik und Textilien her. Diese Wirtschaftsweise änderte sich drastisch durch den Kontakt mit den Spaniern. Der Kolonial-Krieg, der ihnen aufgezwungen wurde, brachte eine Art Kriegswirtschaft hervor, in der Überfälle und Raub erheblich zur Wirtschaft der Mapuche beitrugen. Dabei spielten Pferde eine wichtige Rolle, die Pferdezucht wurde ein traditioneller Teil ihrer Wirtschaft.
Im 17. und 18. Jahrhundert setzte ein Prozess ein, der als „Araukanisierung der Pampa“ bezeichnet wurde. Die Mapuche wurden Viehzüchter und entwickelten an der chilenisch-argentinischen Grenze ein Handelssystem. Sie wurden sogar zu Chiles führenden Pferde- und Rinderhändlern. In dessen Folge wurde auch die Textilproduktion ein zentraler Faktor, ebenso wie Korbmacherei und Keramik, vor allem aber die Silberschmiedearbeiten. Diese Silberbearbeiter wurden als ngutrafe oder retrafe bezeichnet. Den höchsten Ausdruck ihrer Kunst erreichten sie im 19. Jahrhundert.
Die Niederlage von 1881 beendete diese erfolgreiche Wirtschaftsform. Die Indigene Ansiedlungskommission verteilte das Land in Form von nunmehr privaten, nicht mehr kollektiven Landtiteln unter eine jeweils begrenzte Gruppe von Inhabern (títulos de merced). Bis um 1900 waren die Mapuche stark verarmt, nutzten aber kommunale Landrechte, kehrten zur Subsistenzlandwirtschaft zurück, behielten aber ihre Herden, wenn auch in verkleinerter Form.
Zu den wenigen gemeinschaftlichen Wirtschaftshandlungen gehörte das Teilen der gemeinsamen Ernte (mediería) und der gemeinsame Hausbau (mingaco; ‚den Gefallen zurückerweisen‘), oder dann gemeinsam zu arbeiten, wenn viele Hände erforderlich waren. Allerdings wurden ihre Wälder dezimiert, kaum wiederaufgeforstet, der Boden laugte nach und nach aus. Zudem bildeten sich durch Abwanderung eigene Gemeinschaften, die vielfach überwiegend aus Männern bestanden; auch führte dies zur familienweisen oder individuellen Integration in die chilenische Gesellschaft und Ökonomie, so dass die meisten Mapuche heute in Städten leben, sieht man von den Älteren ab, die vielfach bei ihrer gewohnten Lebensweise bleiben. Die produktiven Stärken bestehen in ihrer Arbeitsethik, im Landbesitz und in ihrer ausgeprägten internen Solidarität.
Bei den Aymara fand eine andere Entwicklung statt. Sie ist nicht nur durch Reziprozität gekennzeichnet, was sich in Gemeinschaftsarbeiten (Minka) etwa im Reinigen der Bewässerungskanäle niederschlägt, sondern auch durch Komplementarität: Sie nutzten verschiedene Biotope die jeweils eine bestimmte Bewirtschaftung nahelegten. Auf den Hochebenen war nur Viehhaltung, wie etwa von Lamas und Alpakas, jüngst auch von Schafen möglich. Auf fruchtbaren Andenhängen erfolgte Terrassenfeldbau. In den Ebenen erfolgte Feldwirtschaft und Gartenbau. Da in jedem der Biotope unterschiedliche Produkte hergestellt wurden, tauschten die Aymara diese untereinander aus. Bei der Ökonomie der Aymara spielen Rituale und Symboliken eine große Rolle, die das Leben in einer fragilen Balance halten sollen.
Die Quechua wirtschafteten gleichfalls jeweils entsprechend der geographischen Zone, in der sie lebten. Um Ollagüe und San Pedro de Atacama widmeten sie sich der Viehhaltung und einem begrenzten Landbau. Neben dem Sammeln suchten sie auch nach Mineralien und Metallen, während sich die Gemeinden in der Región de Tarapacá mit der Landwirtschaft befassten. Erstere arbeiteten auf Terrassen in Schluchten, die weniger frostgefährdet waren, andere bauten Kartoffeln und Luzerne an. In den Oasen von Tarapacá, Mamiña, Quipisca und Miñe Miñe war die Agrarökonomie stark differenziert, so dass sie neben Kartoffeln und Luzernen (Alfalfa) Mais, Oreganum und Obst anbauten. Einige Gruppen pflegten reine Subsistenzwirtschaft, andere verkauften einen Teil, wieder andere fast die gesamte Ernte. Transhumanz wird nur noch von wenigen Familien um Ollagüe betrieben; die Abwanderung in die Städte ist auch hier ausgeprägt.

## Unabhängigkeitskrieg und junge Republik (1810–1873)

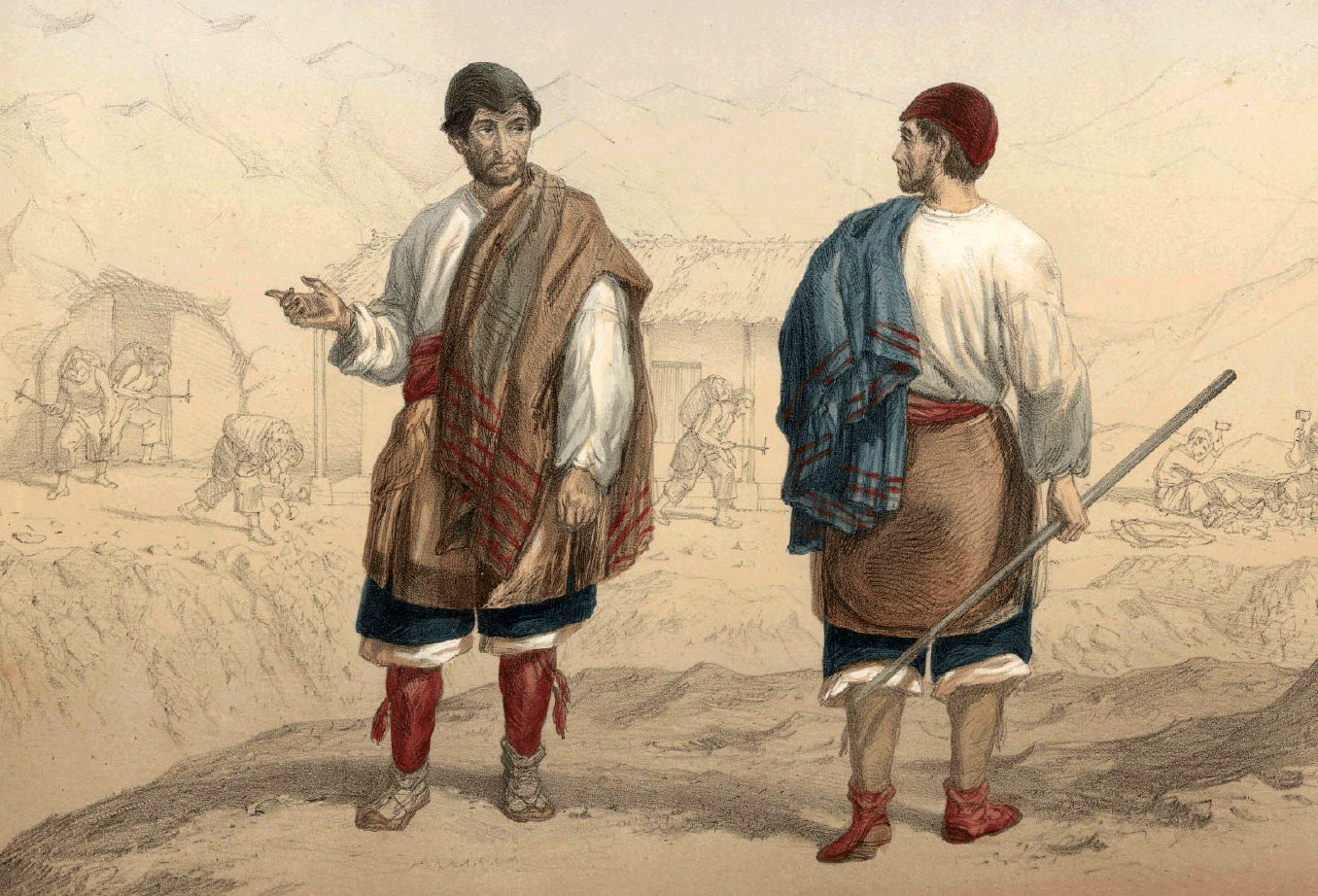
Chilenische Minenarbeiter im frühen 19. Jahrhundert.

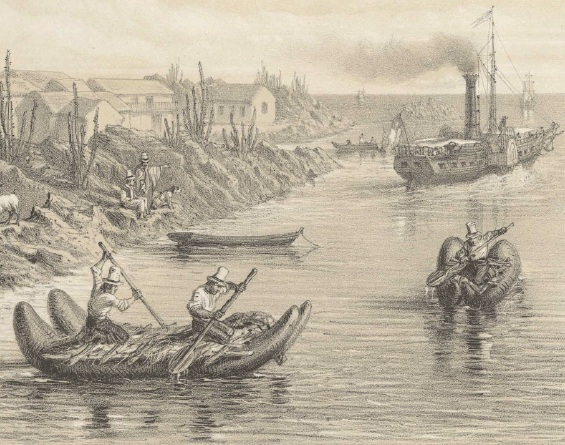
Ein modernes Dampfschiff und primitive Flöße im Hafen von Huasco in den 1850er Jahren zeigen die Ungleichgewichtigkeit der wirtschaftlichen Entwicklung.

Die Unabhängigkeitskriege in Chile (1810–1818) und Peru (1809–1824) hatten einen negativen Einfluss auf die chilenische Wirtschaft. Das Land wurde von den Armeen geplündert und der Handel wurde zu einem riskanten Unternehmen. Peru, damals Hauptabnehmer für chilenische Exportgüter, blieb bis 1824 unter spanischer Herrschaft und fiel somit als Handelspartner für das unabhängige Chile zeitweise aus. Der chilenische Bergbau nahm relativ wenig Schaden.
Während des Unabhängigkeitskrieges konnten die benötigten Waffen nicht allein von der chilenischen Wirtschaft hergestellt werden. Es mussten größere Mengen im Ausland gekauft werden. Neben der chilenischen Armee musste auch die chilenisch-argentinische Andenarmee finanziert werden, sowie die Expedition zur Befreiung Perus. Zur Finanzierung des Befreiungskrieges war 1822 in London ein Darlehen über 1.000.000 ₤ aufgenommen worden. Dieser Kredit mitsamt seinen Raten und Zinsen belastete den chilenischen Staat schwer. Finanzminister Diego José Benavente versuchte das Steuersystem ergiebiger zu machen, traf aber mit vielen Maßnahmen auf den Widerstand der Bürger. Diego Portales Palazuelos bot sich an, die Schulden im Gegenzug für die Gewährung eines Handelsmonopols für Tabak zu tilgen, doch das Vorhaben scheiterte daran, dass in der chaotischen Nachkriegszeit ein Monopol nicht durchzusetzen war.
Durch die Erlangung der Unabhängigkeit fiel das spanische Handelsmonopol, Chile öffnete seinen Markt ab 1811 für alle Nationen. Der Außenhandel wuchs deutlich. Englische, italienische, deutsche und nordamerikanische Händler ließen sich in Chile nieder. Auch nach der Unabhängigkeit Perus erlangte der chilenisch-peruanische Handel nicht mehr die frühere Bedeutsamkeit zurück, dafür nahm der Handel mit den Vereinigten Staaten, Frankreich und Großbritannien stark zu. Trotz der grundsätzlichen Freihandelspolitik wurde die heimische Produktion durchaus durch Zölle selektiv geschützt. Der Zeitraum von 1830 bis 1870 war eine der wachstumsstärksten Perioden der chilenischen Wirtschaft, hauptsächlich wegen des boomenden Silberbergbaus und aufgrund des Wiedererstarkens der Weizenexporte. Von 1811 bis in die 1840er Jahre hinein wurden Silbervorkommen entdeckt und abgebaut. Es entstanden prosperierende Bergbaustädte wie z. B. Copiapó. Doch die Silbervorkommen waren Ende der 1840er Jahre weitgehend ausgebeutet. Die reich gewordenen Minenbesitzer hatten aber viel Kapital angesammelt, das in Banken, Landwirtschaft, Handel und Gewerbe investiert wurde.
Durch die Überwindung des spanischen Handelsmonopols erhielt Chile Zugang zu den kalifornischen und australischen Märkten. Dadurch stieg der Weizenexport stark an. Kalifornien und Australien erlebten Mitte des 19. Jahrhunderts ihrerseits einen Goldrausch, in dessen Folge zahlreiche Arbeitskräfte aus der Landwirtschaft und weiten Teilen Nordamerika und Europa in den Bergbau abgeworben wurden. Dadurch stieg der Bedarf an Weizenimporten sprunghaft an. Chile war zu der Zeit der einzige große Weizenexporteur im Pazifikraum. Der Weizenboom hielt aber nicht lange an, denn mit dem Ende des Goldrauschs im Pazifikraum verlagerten sich die Weizenexporte in den 1860er Jahren nach England. Zwischen 1850 und 1875 wuchs die Fläche, auf der Weizen und Gerste für den Export angebaut wurde, von 120 auf 450 ha. Die chilenischen Weizenexporte verringerten sich in den 1870er Jahren stark, als die landwirtschaftliche Produktion in den Vereinigten Staaten und Argentinien durch erhöhte Technisierung produktiver wurde und zudem Konkurrenz durch Russland und Kanada entstand.
Chile wird in der Typologie der lateinamerikanischen Volkswirtschaften als Land mit einem starken Bergbauexportsektor definiert. Bis Mitte des 19. Jahrhunderts waren mehr als 80 % der chilenischen Bevölkerung in der Landwirtschaft oder im Bergbau beschäftigt.

## Salpeter-Ära (1873–1914)
Auch während der Salpeter-Republik bestand ein extrem ausgeprägter, jedoch wenig effizienter Großgrundbesitz. Um 1900 besaßen die Haziendas 3/4 des Landes, erwirtschafteten aber nur 2/3 der landwirtschaftlichen Produktion. Landwirtschaftliche Exportprodukte wurden fast ausschließlich in Haziendas hergestellt. Ab 1873 geriet Chile in eine Wirtschaftskrise. Aufgrund der Konkurrenz durch die modernere und effizientere Landwirtschaft in Kanada, Russland und Argentinien gingen die chilenischen Getreideexporte zurück.
Auch das Einkommen aus dem Silberbergbau ging zurück. Bis Mitte der 1880er Jahre waren die leicht ausbeutbaren Kupfervorkommen erschöpft. Der Kupferbergbau wäre zwar in größeren Tiefen bzw. bei geringwertigeren Vorkommen möglich gewesen, dazu wären aber größere Investitionen in moderne Technik notwendig gewesen. Die chilenischen Bergbauunternehmen scheuten das Risiko und investierten lieber in die boomende Salpeter-Industrie (in Peru und Bolivien). Die Salpeterproduktion war weniger kapitalintensiv als der moderne Kupferbergbau, dafür aber arbeitsintensiver und er ließ bei niedrigerem Investitionsrisiko höhere Gewinne erwarten. Der Weltmarktanteil der chilenischen Kupferproduktion fiel bis 1911 von 33 auf 4 %.
Zeitgenossen sahen die Wirtschaftskrise als die schwerste seit der Unabhängigkeit Chiles. Man erwartete massenhafte Unternehmensbankrotte. Präsident Aníbal Pinto Garmendia sagte 1878:

„Wenn nicht neue Vorkommen von Bodenschätze entdeckt werden oder eine andere Neuerung dieser Art eintritt und die Situation verbessert, dann wird sich die Krise, die sich schon lange abgezeichnet hat, verschlimmern.“

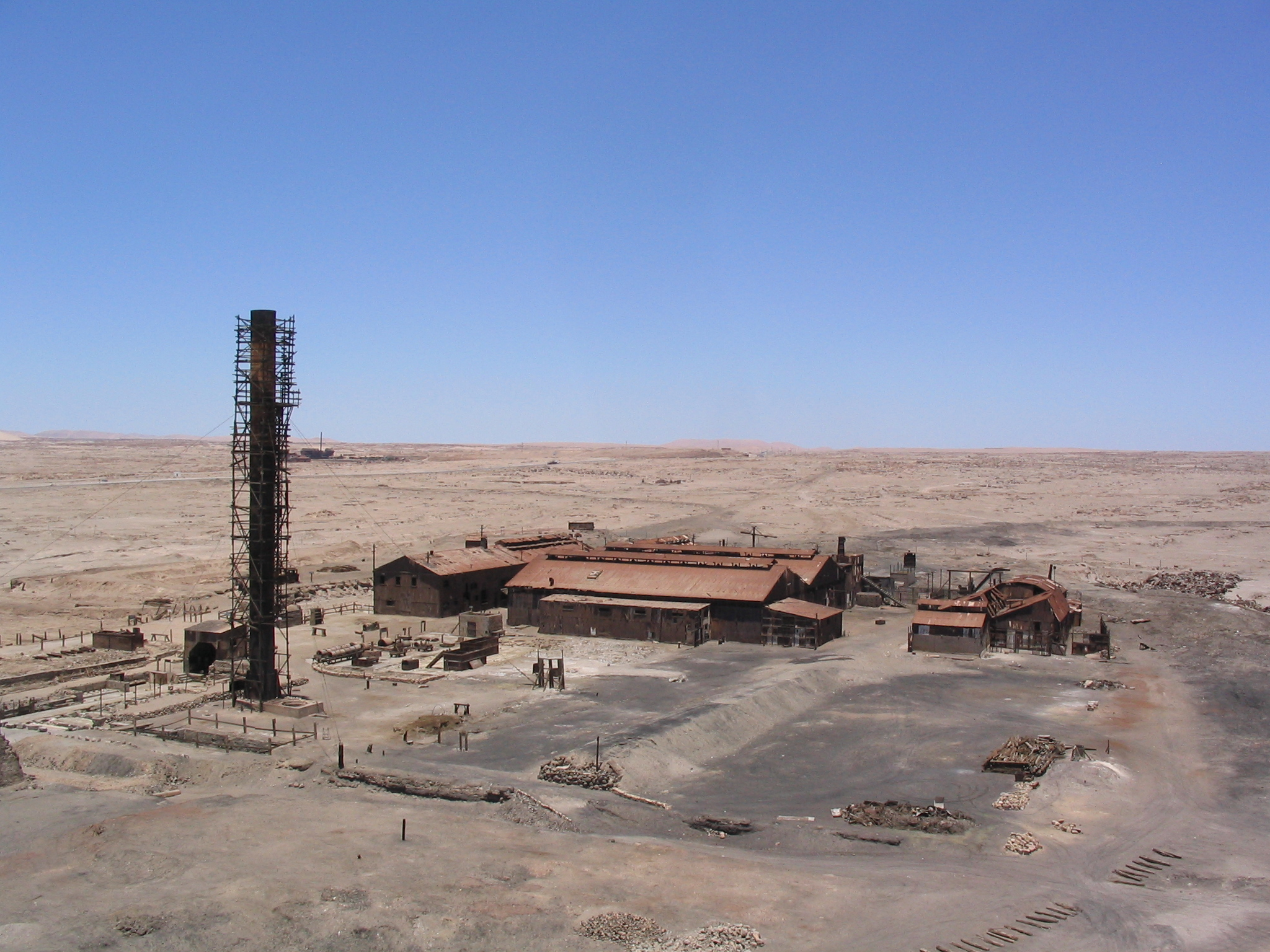
Die Humberstone- und Santa-Laura-Salpeterwerke stammten aus der Epoche der Salpeter-Republik.

Mitte der 1870er Jahre verstaatlichte Peru die Nitratindustrie, was britische und chilenische Interessen verletzte. Dieses Vorgehen diente als Anlass für den Salpeterkrieg (1879–1883). Durch die Eroberung von bolivianischem und peruanischem Land gelangte Chile an den größten Teil der südamerikanischen Salpeter- und Guanovorkommen – letzteres war ein bedeutendes Düngemittel –, die zu neuem Wohlstand führten. Die Eroberung der Salpetervorkommen gilt als Hauptgrund für den Salpeterkrieg. Eine weitere Antwort auf die Wirtschaftskrise war die Eroberung indianischen Landes in der Región de la Araucanía. Großbritannien hatte Chile in dem Salpeterkrieg finanziell und logistisch unterstützt. Nach dem Krieg stieg der britische Anteil an der Nitratindustrie von 14 auf 70 % an. Der chilenische Präsident José Manuel Balmaceda versuchte in der Folgezeit staatlichen Einfluss auf die Nitratindustrie zu nehmen, um den chilenischen Gewinnanteil aus dem Salpeter- und Guanoabbau zu vergrößern. Infolgedessen unterstützte Großbritannien dessen politische Gegner, die ihn im Chilenischen Bürgerkrieg von 1891 stürzten. Bei Ausbruch des Ersten Weltkriegs trug der Nitratexport (Salpeterfahrten) zu 2/3 des chilenischen Nationaleinkommens bei. Hauptabnehmer war Europa, vor allem Großbritannien und das Deutsche Reich. Salpeter wurde in Europa zur Kunstdüngerherstellung und zur Sprengstoffproduktion verwendet.
Zwischen 1880 und 1910 wuchs der Bedarf an Konsumgütern für die wachsende städtische Bevölkerung und die Salpeterarbeiter stark an. Der Import von Konsumgütern stieg um 250 % an, der Import von Maschinen stieg um 300 %. In den 1870er Jahren entstanden Zuckerfabriken, Konditoreien, Schuh- und Textilfabriken. Einige Wirtschaftshistoriker schließen daraus, dass Chile bereits vor 1914 auf dem Weg zu einer industrialisierten Nation war. Andere sehen noch keine Industrialisierung, sondern lediglich einen Modernisierungsprozess. Bis 1915 entstanden 7800 zumeist kleine Fabriken, die 80.000 Arbeiter beschäftigten und 80 % des chilenischen Konsumgüterbedarfs produzierten. Wirtschaftspolitisch wurde eine eher merkantilistische Politik betrieben. 1897 wurden die Importzölle auf Konsumgüter erhöht und die Zölle auf Rohmaterial und Maschinen gesenkt.
Mit Gründung der argentinischen Eisenbahnstrecke zwischen Buenos Aires und Mendoza im Jahr 1885 konnten Rinder schneller und preisgünstiger transportiert werden, weil ein Viehtrieb nur noch für die letzte Strecke über die Anden notwendig war. Dadurch sanken die Fleischpreise in Chile. Daraufhin setzten sich die Landwirte dafür ein, dass der Zoll auf argentinische Rinder erhöht wurde. Ein solches Gesetz wurde schließlich 1897 vom chilenischen Parlament verabschiedet. Die Verteuerung des Fleisches erregte wiederum den Unmut der Bevölkerung, was zu Demonstrationen und im Oktober 1905 in Santiago de Chile zu Unruhen führte. Die Weinexporte nach Argentinien verstärkten sich nach Einweihung der Transandenbahn im Jahre 1909, die den Handel über die Hochgebirgskette vereinfachte. Ein zwischen Chile und Argentinien ausgehandeltes Freihandelsabkommen scheiterte jedoch am Widerstand der chilenischen Rinderzüchter und der argentinischen Winzer.
Eine wirtschaftliche Expansion erlebte im späten 19. Jahrhundert auch der äußerste Süden, als auf Feuerland 1884 ein Goldrausch ausbrach, der auch zum Wachstum der regionalen Metropole Punta Arenas beitrug. Die dünn besiedelte Magallanes-Region wurde in den 1880er Jahren erstmals zur Schafzucht genutzt.
Der Peso unterlag in der zweiten Hälfte des 19. Jahrhunderts dem Goldstandard. Der Goldstandard wurde aber während der Wirtschaftskrise der späten 1870er Jahre und des Salpeterkrieges ausgesetzt. Zur Rettung der Banken und zur Kriegsfinanzierung wurde viel Papiergeld gedruckt, die Geldbasis vergrößerte sich deutlich, die Zinsen sanken. Dies stimulierte die Wirtschaft. Im Chilenischen Bürgerkrieg von 1891 vergrößerte sich die Geldbasis gar um 50 %, weil Präsident José Manuel Balmaceda 20 Millionen Pesos an Papiergeld drucken ließ. Nach Einführung der Nitratsteuer, also der Steuer auf Salpeterexporte, stand der Regierung eine relativ ergiebige Steuerquelle zur Verfügung. Ab 1892 setzten sich die Anhänger des Goldstandards, die oreros, durch und Chile kehrte zum Goldstandard zurück. Die Regierung nahm Kredite in Höhe von 3 Millionen britischen Pfund auf, um den Eintausch von Papierpesos in Gold garantieren zu können. In der Folgezeit wurden 44 Millionen Papierpesos in Gold getauscht. Die Kontraktion der Geldbasis verursachte jedoch eine monetäre Schuldenkrise, in deren Folge vier Banken in Konkurs fielen. Kurz darauf verursachten Grenzstreitigkeiten mit Argentinien ein kostspieliges Wettrüsten, das den chilenischen Goldbestand verringerte. Nach dem Ende des Wettrüstens kam es zu einer Wirtschaftskrise, die Anhänger des Papiergelds, die papeleros, setzten sich mit dem Argument durch, dass zur Stützung der Wirtschaft und der Banken erneut Papiergeld ausgegeben werden müsse. In der Folge sanken die Zinsen und die Wirtschaft erholte sich, dies bestätigte die papeleros in ihren Ansichten. In der Folgezeit kam es immer öfter zur Ausgabe zusätzlichen Papiergeldes. Die wirtschaftliche Erholung machte es 1918 möglich wieder zum Goldstandard zurückzukehren.

## Krisen und beginnende Industrialisierung (1914–1952)

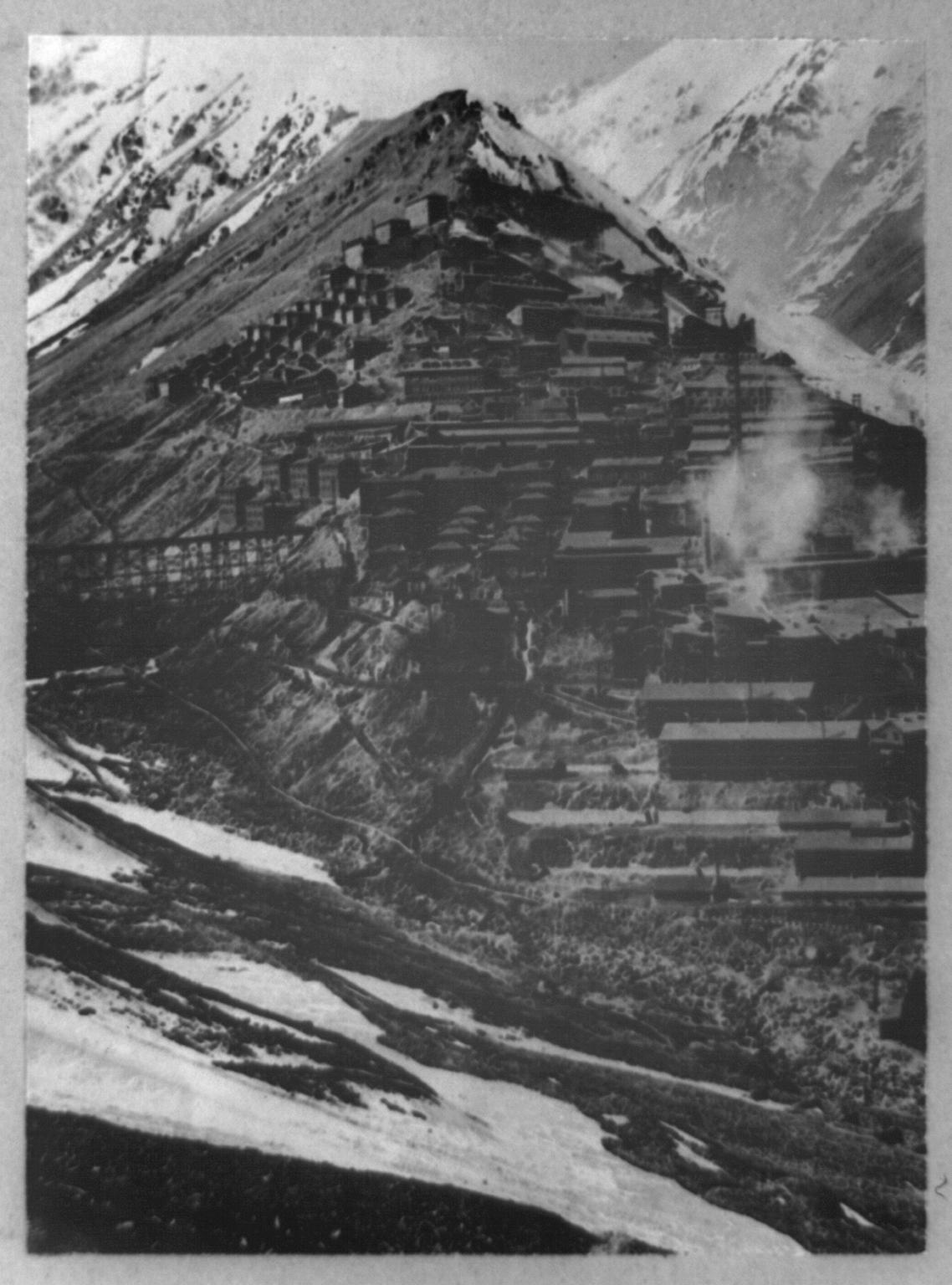
Die Stadt Sewell wurde in der Nähe von El Teniente (span. für „Der Leutnant“) gegründet, heute die weltweit größte unterirdische Kupfermine.

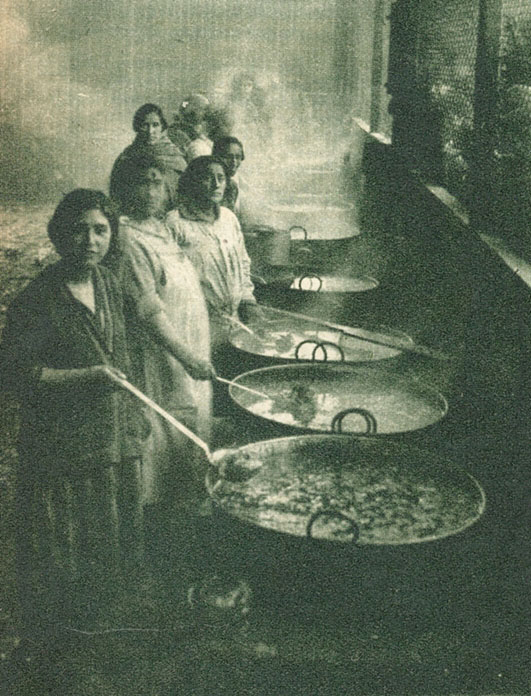
Eine Suppenküche während der Weltwirtschaftskrise (1932).

Die Eröffnung des Panamakanals im Jahr 1914 verursachte eine Verschiebung der maritimen Handelsrouten, die zu einem starken Rückgang des Verkehrs in den chilenischen Häfen führte.
Der Erste Weltkrieg wirkte sich in ökonomischer Hinsicht sehr stark auf Chile aus. Zum einen wurde der Schiffsverkehr behindert, zum anderen wurden in den europäischen Industriestaaten alles verfügbare Kapital in die Kriegsindustrie investiert, die Produktion von Exportgütern ging zurück. Dies führte dazu, dass Exporte und Importe weltweit zurückgingen. Darüber hinaus erhöhte Chile 1916 seine Importzölle noch einmal um 50 bis 80 %. Die chilenische Industrie konnte fast ungehindert von ausländischer Konkurrenz expandieren. Bis Kriegsende (1918) stieg die chilenische Industrieproduktion um 53 % an.
Kurz vor Ausbruch des Ersten Weltkrieges wurde im Deutschen Reich das Haber-Bosch-Verfahren erfunden, so dass Chilesalpeter für die Produktion von Düngemitteln und Sprengstoff nicht mehr benötigt wurde. Die gewaltige Sprengstoffproduktion während des Krieges bewahrte die chilenische Salpeterindustrie nur kurzfristig vor dem Zusammenbruch, ab 1919 ging die Salpeterproduktion nach und nach zurück. Das Salpeter entwickelte sich für Chile zum Ressourcenfluch. Ab 1914 sank der Weltmarktpreis für Salpeter, dies verringerte die Einnahmen aus der Nitratsteuer, die zuvor die Hälfte der chilenischen Staatseinnahmen generiert hatte. Als auch noch das Volumen der Salpeterexporte zurückging, sanken die Staatseinnahmen drastisch. Der Regierung gelang es nicht ausreichend neue Steuerquellen zu erschließen, die Staatsfinanzierung erfolgte zu einem erheblichen Teil durch Ausgabe von Schuldscheinen, was die Inflation erhöhte.
Ab 1922 begann jedoch der Kupferbergbau zu expandieren, 1929 entsprach der Wert der Kupferexporte bereits dem Wert der Salpeterexporte. 1937 machten die Kupferexporte gar 55 % der gesamten Exporte Chiles aus, die Salpeterexporte nur noch 18 %. Bereits 1912 hatte die US-amerikanische Braden Copper Company, ein Unternehmen der Familie Guggenheim, den Flotation-Prozess in seiner chilenischen Kupfbergwerk El Teniente eingeführt. Weitere amerikanische Unternehmer investierten erhebliches Kapital in chilenische Minen, dies trug wiederum zur Ausweitung des Kupferbergbaus bei. Die Reaktionen in der Öffentlichkeit waren gemischt. Einerseits waren die neuen Produktionsmethoden weniger arbeitsintensiv. Die Umsätze aus dem Kupferbergbau wurden ganz überwiegend für amerikanische Maschinen und Material ausgegeben bzw. als Überschüsse an die amerikanischen Anteilseigener ausgeschüttet. Die lokale Wirtschaft profitierte weniger als früher vom Bergbau. Überspitzt wurde formuliert, dass der Bergbau Chile nur Löcher einbrächte. Andere priesen die relativ guten Arbeitsbedingungen bei den amerikanischen Bergbaugesellschaften und die Tatsache, dass es ohne diese Unternehmen gar keine Geschäftstätigkeit in der Region gegeben hätte.
Präsident Emiliano Figueroa Larraín ließ sich durch den amerikanischen Ökonomen Edwin Walter Kemmerer beraten und reformierte um 1926 das Steuersystem, um es effizienter und ergiebiger zu machen. Er schuf die Banco Central de Chile als unabhängige Zentralbank. Dies erlaubte die Rückkehr zum Goldstandard. Kemmerer warb daraufhin bei amerikanischen Banken für die Kreditwürdigkeit Chiles. In den folgenden Jahren kam es zu einem starken Anstieg der Kapitalimporte aus den USA, Großbritannien, der Schweiz und Deutschland.
Der nachfolgende Präsident Carlos Ibáñez del Campo nutzte die Gelegenheit, um in den USA Geld für seine Bauprojekte (Eisenbahnen, Brücken, Häfen etc.) zu leihen. Gerade die Politik dieser beiden Präsidenten brachte Chile scheinbaren Wohlstand, führte im Zuge der Weltwirtschaftskrise aber in eine missliche Situation. Die Weltwirtschaftskrise traf Chile, das für südamerikanische Verhältnisse relativ weit entwickelt und wohlhabend war, hart. Das Land gehörte zu den weltweit am stärksten betroffenen Ländern. Der Rückgang des Außenhandels um mehr als 90 % (von 1929 auf 1930) hatte fatale Folgen für die exportabhängige Landwirtschaft und der weltweite Einbruch der Industrieproduktion sorgte für stark nachlassende Nachfrage nach Kupfer und Salpeter. In den Bergwerken mussten die Produktion zurückfahren werden und viele Arbeiter wurden entlassen. Die arbeitslosen Bergarbeiter wanderten aus dem Norden in den Süden Chiles, wo sie aber auch keine Arbeit finden konnten. Die Exportschwäche führte dazu, dass die in den USA aufgenommenen Kredite nicht mehr bedient werden konnten und kein Geld mehr für den Import zur Verfügung stand. Ibáñez versuchte um jeden Preis den Goldstandard zu halten und den Staatshaushalt durch Ausgabenkürzungen und Entlassung von Staatsbediensteten zu sanieren. Dies verschärfte die Krise noch. Als die Goldreserven 1931 zur Neige gingen, musste Chile doch den Goldstandard aufgeben und gegenüber den ausländischen Kreditgebern die Zahlungsunfähigkeit erklären. Als sich die Arbeitslosigkeit drastisch erhöhte, kam es zu Unruhen. Ibáñez trat daraufhin am 26. Juli 1931 zurück und floh nach Argentinien.
Die Deflation wurde noch im Laufe des Jahres 1931 überwunden. Nach einigen kurzlebigen Regierungen erfolgte eine wirtschaftliche Stabilisierung unter Präsident Arturo Alessandri. Kurzfristig am erfolgreichsten war die 1933 eingeführte temporäre Steuerfreiheit für Bauprojekte, die bis 1935 abgeschlossen sein würden. Dies führte zu einer starken Belebung der Bauindustrie und zu einer Verringerung der Arbeitslosenzahl. Strukturell änderte sich die Wirtschaftspolitik insoweit, als nicht mehr Bergbau und Landwirtschaft, sondern der noch sehr kleine Industriesektor als Hauptwachstumsmotor angesehen wurde. Wirtschaft und Staat gingen zu einer Strategie der importsubstituierenden Industrialisierung über. 1939 wurde die Corporación de Fomento de la Producción (CORFO) gegründet, um die Wirtschaft gezielt zu fördern, u. a. durch technologische Forschung und die Erkundung von Bodenschätzen. Durch das Wachstum des industriellen Sektors konnte die Massenarbeitslosigkeit in den 1930er und 1940er Jahren wieder verringert werden. Die Zahl der in der Industrie Beschäftigten verdoppelte sich. Bis Anfang der 1950er Jahre sorgte ein kräftiges Wachstum des Industriesektors dafür, dass die durch den Zusammenbruch des Außenhandels nicht mehr importierbaren Industriegüter weitgehend im Inland hergestellt werden konnten.
Als sich der Welthandel in den 1950er Jahren wieder normalisiert hatte, entwickelten sich neue Probleme. Die Stagnation der Exportindustrie und der Landwirtschaft sorgte für Handelsbilanzdefizite. Die 1948 mit Sitz in Santiago de Chile gegründete UN-Organisation Wirtschaftskommission für Lateinamerika und die Karibik versuchte unter dem einflussreichen Generalsekretär Raúl Prebisch Strategien gegen diese Probleme zu entwickeln (strukturalistische Wirtschaftspolitik). Diese haben in den 1950er und 60er Jahren die Wirtschaftspolitik etlicher lateinamerikanischer Staaten, so auch die von Chile, stark beeinflusst.

## Versuche geldpolitischer Stabilisierung (1952–1964)
Unter Präsident Carlos Ibáñez del Campo wurde weiterhin eine exportsubstituierende Wirtschaftspolitik betrieben. Die starke Expansion der Nachfrage wurde aber von zunehmender Inflation und Außenhandelsdefiziten überschattet. Die Inflation verteuerte die Lebenshaltungskosten der Bürger und die Außenhandelsdefizite gefährdeten die Politik der Exportsubstituierung, die den Ankauf von Maschinen und Rohmaterial im Ausland erforderte. Präsident Carlos Ibáñez veranlasste daher eine starke Kürzung der Staatsausgaben und eine ausgeprägt kontraktive Geldpolitik. Die dadurch ausgelöste Rezession führte aber zu einer teilweisen Rücknahme der Maßnahmen.
Präsident Jorge Alessandri versuchte entsprechend der keynesianischen Strategie die Staatsinterventionen weitgehend auf Fiskalpolitik zu beschränken, um das Wirtschaftswachstum durch ein Klima der Investitionsfreudigkeit und Zuversicht zu stimulieren. Er versuchte eine geldpolitische Stabilisierung insbesondere durch Dollarbindung des Peso sowie eine Liberalisierung des Außenhandels. Dank der Dollarbindung konnte die Inflation zwischen 1960/61 substanziell reduziert werden, die Außenhandelsdefizite vergrößerten sich aber noch, woraus eine Währungskrise entstand. 1962 musste der Peso daher abgewertet und die politischen Maßnahmen rückgängig gemacht werden. Die Inflationsraten stiegen wieder auf das frühere Niveau. Die Investitionen erhöhten sich, während aber der industrielle Sektor wuchs, stagnierte der landwirtschaftliche Sektor.

## Strukturelle Reformen

### Präsidentschaft Frei Montalva (1964–1970)
Der 1964 gewählte Präsident Eduardo Frei Montalva initiierte 1965 eine Steuerreform, die Steuerumgehung und -hinterziehung verringerte und die Steuereinnahmen signifikant erhöhte. Die Staatsfinanzierung durch Ausgabe immer neuer Schuldscheine wurde zurückgefahren. Der Wert des Peso wurde durch eine Wechselkursbindung mit gleitenden Paritäten gestützt. Dies erwies sich für die Exportindustrie zumindest als weniger schädlich als eine feste Wechselkursbindung und erlaubte durch Überbewertung des Peso relativ billige Importe der benötigten Maschinen und Rohstoffe. Sehr stark steigende Löhne konterkarierten die monetäre Stabilisierungspolitik teilweise, trotz Erhöhung der Inflation entwickelte sich in dieser Periode aber auch ein starker Anstieg der Reallöhne. Die industrielle Entwicklung wurde durch staatliche Investitionen vor allem im Telekommunikationssektor und im Bereich der petrochemischen Industrie vorangetrieben. Der Agrarsektor erlebte erste Ansätze zu einer Landreform. Unter Frei Montalva begann auch der Prozess der Verstaatlichung der zumeist in ausländischen Besitz befindlichen Kupferminen. Bis 1970 war der Anteil chilenischen Besitzes an den chilenischen Kupferminen auf 51 % gestiegen.

### Präsidentschaft Allende (1970–1973)
Präsident Salvador Allende versuchte eine aggressive Expansionsstrategie. Die Staatsausgaben und Löhne stiegen sehr stark. Aufgrund einer Unterauslastung der Wirtschaft verursachte die Politik im Jahr 1971 ein Wirtschaftswachstum von 8 %, ohne dass ein Inflationsdruck entstand. In der Folgezeit stieg die gesamtwirtschaftliche Nachfrage aber viel stärker als die Produktionskapazitäten, da sich die Investitionsquote verringerte. Es kam zu makroökonomischen Ungleichgewichten durch hohe staatliche Haushaltsdefizite, einen starken Anstieg der Geldmenge und Hyperinflation. Dies verringerte 1972 das Wirtschaftswachstum, 1973 verringerte sich die Produktion sogar um 4 %.
Unter Allende wurden Landreformen vorangetrieben und die Verstaatlichung von Kupferminen in ausländischem Besitz vollendet. Weiterhin gab es Ansätze zu einer Verstaatlichung von Banken. Die entschädigungslose Verstaatlichung amerikanischer Kupferminen führte aber zum politischen Konflikt mit den USA, auf deren Druck die Interamerikanische Entwicklungsbank, die Weltbank und amerikanische Banken die Kreditvergabe an Chile stoppten. Kredite wurden aber noch von einigen Institutionen u. a. vom Internationalen Währungsfonds vergeben.
Mit dem von Stafford Beer entwickelten System aus einem Supercomputer und angeschlossenen Fernschreibern namens Cybersyn versuchte Allende die Entscheidungsfindung der staatlichen, verstaatlichten und privaten Unternehmen zentral zu koordinieren. Manager konnten damit Produktionskapazitäten, Engpässe und weitere Informationen an die Regierung senden. Die Informationen wurden dann von der Regierung ausgewertet. Nach dem Militärputsch bestand kein Interesse mehr an einer Koordinierung der Wirtschaft und damit auch nicht mehr an CyberSyn.

### Nachwirkungen der Reformen

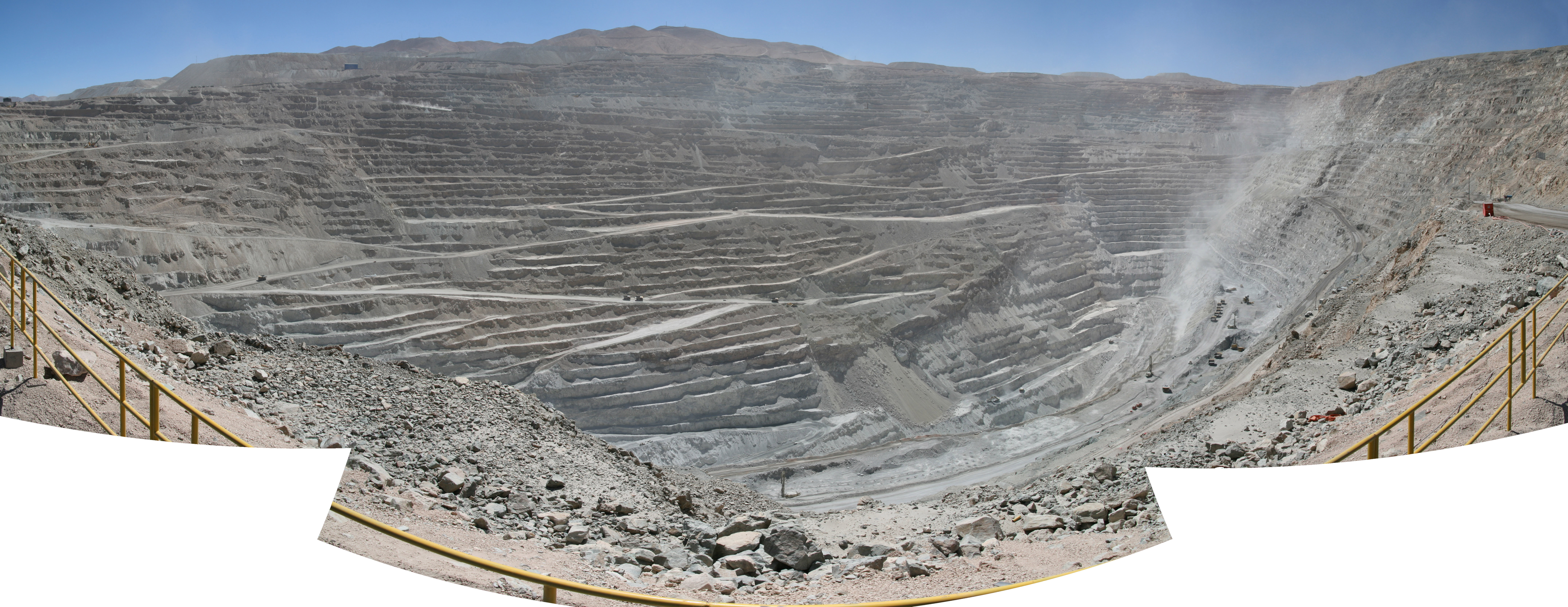
Kupfertagebau in Chuquicamata.

Zu den bleibenden Auswirkungen der Wirtschaftspolitik unter Eduardo Frei Montalva und Salvador Allende zählen die Landreformen und die Verstaatlichung der Kupferminen. Letztere blieben auch unter der Ägide der Chicago Boys staatlich, wurden als Codelco unter einem Unternehmen zusammengefasst und leisten bis heute einen großen Beitrag zur Staatsfinanzierung (so trug Codelco z. B. Mitte der 1980er Jahre zu 20 % der Staatseinnahmen bei, 2004 waren es immer noch 14 %). Weiterhin begann unter Eduardo Frei Montalva eine Politik der Exportdiversifikation, die von späteren Regierungen fortgesetzt wurde.

## „Neoliberale Reformen“ unter General Pinochet

### Radikale Reformen (1973–1982)
Nach dem Putsch im September 1973 wurden alle wichtigen Ministerien zunächst von Militärs geleitet. Von September 1973 bis April 1975 machte das Regime unter Führung von Augusto Pinochet im Wesentlichen die wirtschaftspolitischen Entscheidungen Allendes rückgängig, indem Zolltarife gesenkt, Preise freigegeben, die Währung abgewertet und Staatsunternehmen privatisiert wurden. Das Regime war politisch gespalten. Einige Generäle, duros genannt, traten für einen autoritären Korporatismus im Stile des spanischen Franquismus ein. Eine andere Gruppe waren die blandos, die keine permanente Militärdiktatur anstrebten, diese unterstützten die Chicago Boys.

#### Monetaristische Schocktherapie

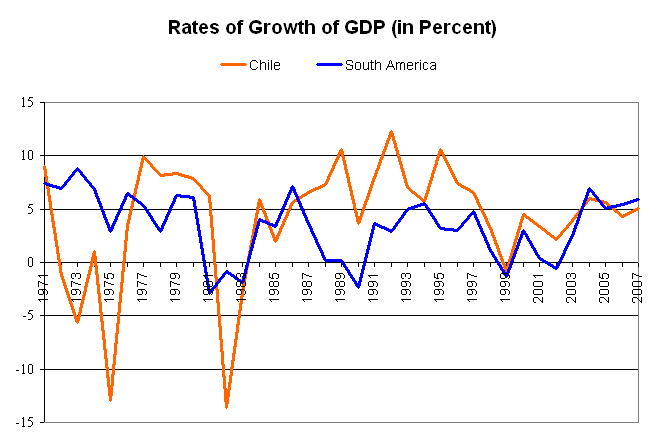
Wachstumsraten des Bruttoinlandprodukts Chiles (in %) (Orange) und das durchschnittliche Wachstum Südamerikas (Blau) (1971–2008).

Bis Ende 1974 wurden die wichtigsten Ministerien mit Ökonomen besetzt, die an der University of Chicago studiert hatten und deshalb als Chicago Boys bezeichnet wurden. Nach der an der Universität Chicago gelehrten monetaristischen Theorie der 1970er Jahre wurde angenommen, dass durch ein moderates Wachstum der Geldmenge ein konstantes Wirtschaftswachstum und eine geringe Inflation sichergestellt werden könne. Eine eher restriktive Geldpolitik stand daher im Zentrum der wirtschaftspolitischen Überlegungen. Die Vorbilder der Chicago Boys waren Milton Friedman und Friedrich August von Hayek, ein Vertreter der österreichischen Schule. General Pinochet zog damit die monetaristische Ideologie der Chicagoer Schule gegenüber der in Lateinamerika bis dahin traditionellen Ideologie des Strukturalismus und gegenüber einer nationalistischen Wirtschaftspolitik der duros vor. Das theoretische Programm der Chicago Boys war bereits vor der Machtübernahme Pinochets unter dem Namen El ladrillo (span. für der Backstein) zusammengestellt worden. Unter den Bedingungen der Militärdiktatur konnte dieses technokratisch-rigide Programm ohne Rücksicht auf die Bürger und die meisten Wirtschaftsinteressen umgesetzt werden.
Diese erste Generation der Chicago Boys bestand aus Hardlinern. Sie führten auf Anraten Friedmans eine monetaristische Schocktherapie durch. Um die Inflation zu senken, wurden die Staatsausgaben um 27 % reduziert und Zolltarife von 70 auf 33 % gesenkt. Die Zentralbank erhöhte die Zinsen von 49,9 auf 178 %. Die vorhergesehene und als unvermeidlich hingenommene Folge war die Rezession von 1975, die zu einer Schrumpfung des Bruttoinlandsprodukts am Tiefstpunkt um 15 % führte. Die Reallöhne fielen um ca. 60 %, die Arbeitslosigkeit verdoppelte sich. Kurzfristig wurden 210.000 Menschen in öffentlichen Arbeitsprogrammen beschäftigt. Im Rahmen einer radikalen Steuerreform wurden die Vermögens- und die Kapitalertragsteuer abgeschafft. Die Körperschaftssteuer wurde gesenkt, gegenfinanziert wurde dies durch Einführung der Mehrwertsteuer. Unter dem Strich erfolgte eine Entlastung höherer Einkommen und Vermögen zu Lasten der niedrigerer Einkommen und Vermögen.
Die Inflationsraten gingen bis 1981 deutlich zurück, blieben aber zweistellig:
| Jahr          | 1973  | 1974  | 1975  | 1976  | 1977 | 1978 | 1979 | 1980 | 1981 | 1982 |
| ------------- | ----- | ----- | ----- | ----- | ---- | ---- | ---- | ---- | ---- | ---- |
| Inflation (%) | 508,1 | 376,0 | 340,0 | 174,0 | 63,5 | 30,3 | 38,9 | 31,2 | 9,5  | 20,7 |

#### „Sieben Modernisierungen“
1979 erweiterten die Chicago Boys ihr wirtschaftspolitisches Programm um die Sieben Modernisierungen im Bereich Arbeitsmarkt, Soziale Sicherheit, Bildung, Gesundheit, Justiz, Landwirtschaft und regionale Verwaltung. In der Arbeitsmarktpolitik wurde angestrebt, die menschliche Arbeit einem Handelsgut gleichzustellen. Gewerkschaften wurden 1973 verboten und Gewerkschaftler seitdem politisch verfolgt. 1979 wurde die Bildung von lokal begrenzten Gewerkschaften wieder erlaubt, das Streikrecht wurde allerdings stark eingeschränkt. Arbeitsschutzgesetze wurden auf breiter Linie abgeschafft oder abgeschwächt. Die Gesundheitspolitik bestand darin die öffentliche Gesundheitsversicherung durch private Gesundheitsversicherungen zu ersetzen. Das chilenische Rentenversicherungssystem wurde ebenfalls dahingehend umgestaltet, dass die öffentliche Rentenversicherung durch private Rentenversicherungen ersetzt wurde. Im Bildungssystem und bei der Justiz wurden Staatsausgaben gekürzt und Leistungen teilweise privatisiert. Die Militärs und Polizei, die einen großen Teil des Personals der Diktatur stellten, behielten ihre staatliche Vorsorgesysteme allerdings (bis heute) bei.
Im Vergleich zu 1970 (also noch vor Allendes Reformen) waren 1975 die Ausgaben für Gesundheit um 33 % niedriger, für Erziehung um 37 %, für Wohnungsbau um 26 % und für Versicherungen um 39 %. Deutlich wird die neue Prioritätensetzung des Diktators: Statt 59 % (1970) gab der Staat 1975 nur noch 32 % der Staatsmittel für Soziales aus. Die Löhne waren 1980 (also sieben Jahre nach dem Putsch) 17 % niedriger als vor Allende.
Die scharfen Rezessionen und die Reformen führten zu einer Ausweitung der Armut und der Einkommensungleichheit:
| Bevölkerungsanteil in Armut (%)                                        | 1969 | 1985 | 1987 |
| ---------------------------------------------------------------------- | ---- | ---- | ---- |
| Nach Daten der Wirtschaftskommission für Lateinamerika und die Karibik | 17   | 45   | 38   |
| Nach Daten der chilenischen Regierung (CASEN)                          | n.v. | n.v. | 45   |

|               | 1969 | 1978 | 1988 |
| ------------- | ---- | ---- | ---- |
| 20 % ärmste   | 7,7  | 5,2  | 4,4  |
| 20 %          | 12,1 | 9,3  | 8,2  |
| 20 %          | 16,0 | 13,6 | 12,6 |
| 20 %          | 21,0 | 20,9 | 20,0 |
| 20 % reichste | 43,2 | 51,0 | 54,9 |

| 1960 | 1965 | 1970 | 1974 | 1980 | 1985 | 1988 |
| ---- | ---- | ---- | ---- | ---- | ---- | ---- |
| 13,6 | 12,9 | 11,5 | 15,2 | 10,9 | 10,1 | 10,4 |

|               | 1969 | 1978 | 1988 |
| ------------- | ---- | ---- | ---- |
| 20 % ärmste   | 7,7  | 5,2  | 4,4  |
| 20 %          | 12,1 | 9,3  | 8,2  |
| 20 %          | 16,0 | 13,6 | 12,6 |
| 20 %          | 21,0 | 20,9 | 20,0 |
| 20 % reichste | 43,2 | 51,0 | 54,9 |

| 1960 | 1965 | 1970 | 1974 | 1980 | 1985 | 1988 |
| ---- | ---- | ---- | ---- | ---- | ---- | ---- |
| 13,6 | 12,9 | 11,5 | 15,2 | 10,9 | 10,1 | 10,4 |

Die Unterdrückung der Gewerkschaften führte zu sinkenden Reallöhnen und damit einer scharfen inneren Abwertung, die zu einer Verringerung der Exportpreise und einer relativen Verteuerung der Importe führte. Dies führte zusammen mit der Verringerung der Inlandsnachfrage zu einem Exportboom.
Aufgrund der hohen Zahl an Unternehmensinsolvenzen sank der Anteil des industriellen Sektors an der Wertschöpfung signifikant. Die Chicago Boys argumentierten, dass diese Unternehmen nur aufgrund der Wirtschaftspolitik der vorigen Regierungen (Schutzzölle im Rahmen der Strategie der importsubstituierenden Industrialisierung) entstanden waren und nicht produktiv genug waren, um im freien Welthandel bestehen zu können. Der Ökonom Ricardo Ffrench-Davis hält dem entgegen, dass die große Zahl an Insolvenzen nicht zwangsläufig auf mangelnde Wettbewerbsfähigkeit zurückzuführen sei. Die Rezessionen von 1973 und 1975 sowie Realzinsen von durchschnittlich 38 %, eine rasante Außenhandelsliberalisierung sowie die übertriebene Aufwertung des Peso um 1980 herum seien die entscheidenden Faktoren gewesen, die den chilenischen Unternehmen große Probleme bereitet hätten.
Die Chicago Boys privatisierten viele Staatsunternehmen. Die Unternehmen wurden fast ausschließlich an große Konzerne und Konglomerate verkauft, die gute Beziehungen zu einzelnen Chicago Boys hatten. Verkauft wurden die Unternehmen sehr billig, im Schnitt 30 % unter dem jeweiligen Unternehmenswert. Mit den Privatisierungen und Laissez-faire-Tendenzen in der Wirtschaftspolitik der Jahre 1975 bis 1982 erfuhr die Wirtschaft eine starke Konzentration. Der schon seit Jahrzehnten vorhandene Trend, Konglomerate und Konzerne zu schmieden (Grupos económicos). die wirtschaftlich unabhängig und politisch einflussreich waren (so hatten die Grupos die linke UP-Regierung schadlos überstanden), verstärkte sich in diesen Jahren. So kontrollierten 1978 fünf Gruppen mehr als die Hälfte der 250 wichtigsten Privatunternehmen, oftmals über Bankbeteiligungen. Die Kupferminen wurden allerdings nicht privatisiert. Die US-Minengesellschaften wurden für die unter Allende erfolgten Enteignung entschädigt, die Betriebe blieben aber Staatseigentum. Diese Staatsbetriebe hatten eine sehr große finanzielle Bedeutung, allein im Jahr 1982 entsprach der an den Staat ausgeschüttete Gewinn 25 % des Bruttoinlandsprodukts. Unter Frei und Allende waren umfangreiche Landreformen durchgeführt worden, bei denen 40 % der bewirtschafteten Fläche umverteilt und die Vorbesitzer entschädigt wurden. Pinochet gab 29 % des enteigneten Landes zurück und beendete den Anbau in Genossenschaften. Es wurde der größte Teil der verteilten Flächen nicht an die oft unproduktiven Hacendados zurückgegeben. Deshalb gibt es in Chile bis heute einen großen Sektor von sehr effizient arbeitenden mittleren Betrieben (20–100 ha). Das Regime kürzte die Subventionen und öffnete die Märkte für den Weltmarkt. Als Folge dieses abrupten, ungedämpften Schocks sank die landwirtschaftliche Produktion acht Jahre lang.
Von 1977 bis 1980 kam es zu einem Wirtschaftsboom, der allerdings auch von einer Immobilienblase und von hoher Auslandsverschuldung getrieben wurde. Der Erfolg der Reformen schien sich zunächst zu bestätigen. Das chilenische Experiment war neben den Reformen von Margaret Thatcher zum Vorzeigeobjekt für Monetaristen und Marktliberale geworden. Friedman prägte in seiner regelmäßigen Kolumne in Newsweek am 25. Januar 1982 den Ausdruck Wunder von Chile, als er die dortige Entwicklung als „ökonomisches Wunder“ bezeichnete.

#### Krise 1981/82

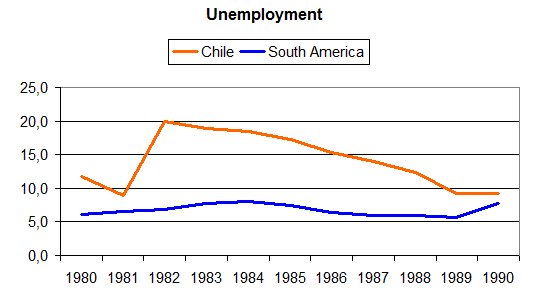
Entwicklung der Arbeitslosenquote (in %) von Chile (Orange) und Südamerika (Blau). Auch aufgrund der Auswirkungen der Rezession von 1981/82 bestand in den 1980er Jahren in Chile eine hohe Arbeitslosenquote. Die nicht um Arbeitsbeschaffungsmaßnahmen geminderte Arbeitslosenquote betrug auf dem Höhepunkt der Krise fast 30 %. Die Arbeitslosenquote Südamerikas betrug im Durchschnitt der Jahre 1980–1990 6,6 %.

Externe Auslöser der Krise waren die Hochzinspolitik der Vereinigten Staaten und die Ölkrise. Mit der Ernennung von Paul Volcker zum Fed-Chef 1979 begann in den USA eine Phase der monetaristischen Disinflationspolitik und damit der hohen Zinsen. Da die meisten chilenischen Auslandsschulden variabel verzinst waren, wurden nicht nur neue Kredite, sondern die gesamte Zinslast schwerer. Ende 1979 sorgte die Iranische Revolution für den Zweiten Ölpreisschock, der zum einen das Ölimportland Chile traf, zum anderen die wichtigsten Exportmärkte in eine Rezession trieb. So sank die Nachfrage und auch der Preis von Kupfer und anderen Exportprodukten. Der Kupferpreis sank um 17,5 %. Diese externen Ursachen führten in den meisten lateinamerikanischen Ländern zu Wirtschaftskrisen (Lateinamerikanische Schuldenkrise).
Aufgrund hinzukommender interner Gründe war die Krise von 1981/82 in Chile erheblich schwerer als in den meisten lateinamerikanischen Staaten. Der strukturelle Grund für Chiles Krise lag in der exorbitanten privaten Auslandsverschuldung. 1979 hatten die Chicago Boys zur Bekämpfung der Inflation den Wert des Peso an den US-Dollar gebunden (Fester Wechselkurs). Dies führte zu einer starken Aufwertung des Peso, was Exporte verteuerte und Importe verbilligte. Verstärkt wurde dies durch die Senkung der Zolltarife. Natürliche Folge waren Handelsbilanzdefizite. Im Zuge der Schuldenkrise mussten die Handelsbilanzdefizite stark verringert werden, daher wurde 1982 der Peso um 70 % abgewertet. Dies führte zu einer drastischen Erhöhung der Realzinsen von Fremdwährungskrediten und dies wiederum zu einer tiefen Rezession.
Ein weiterer Beitrag zu dieser Krise bestand in der Deregulierung der Finanzmärkte und der Abschaffung von Kapitalverkehrskontrollen. Die Chicago Boys waren fälschlich der Ansicht, dass eine Währungskrise nur durch staatliche Intervention, nicht aber durch unbeeinflusste Entscheidungen von Unternehmen und Bürgern entstehen könne. Die Banken hatten sich dank des freigegebenen Kapitalmarktes massiv zu variablen Zinsen im Ausland verschuldet und im Inland das Kapital weiter verliehen. Als dann der Peso abwertete und die Zinsen stiegen, gerieten die Banken in Zahlungsschwierigkeiten. Investoren zogen ihre Portfolioinvestitionen kurzfristig ab und verstärkten so zum einen die Abwertung und zum anderen die Kapitalknappheit der Banken. Die Bankenkrise verstärkte die Wirtschaftskrise.
Folge der Krise war, dass die Wirtschaftsleistung 1981 um 14,2 % einbrach und die Arbeitslosigkeit im folgenden Jahr auf 30 % anstieg. Ein Drittel der Bevölkerung war unterernährt. 1982 kam es in vielen Städten zu „Hungermärschen“ und Protesttagen (Dias de protesta). Ihre Forderung lautete: „Brot, Arbeit, Gerechtigkeit und Freiheit“. Viele Beobachter rechneten mit einem Sturz Pinochets. Doch durch die Ausrufung des Ausnahmezustandes 1983 wurde dies verhindert.
Die Wirtschafts- und Finanzkrise führte nun zu einem Umschwung der internationalen Bewertung der Wirtschaftsreformen unter den Chicago Boys. Die Entwicklung wurde jetzt nicht mehr als Wirtschaftswunder, sondern als Fehlschlag, ja, als Debakel beschrieben. 1982/83 wurden die Chicago Boys durch Praktiker ersetzt.
Als Reaktion auf die Krise wurde eine sukzessive kompetitive Abwertung des Peso zugelassen und einige Importzölle erhöht. Um Kreditklemme und Bank Runs einzudämmen, wurden 1982 die beiden größten Banken vom Staat übernommen. 1983 wurden fünf weitere verstaatlicht und zwei weitere kamen unter Staatsaufsicht. Um die internationalen Kreditgeber zu beruhigen, musste die Zentralbank für die Auslandsschulden aufkommen. In der Folge stieg die Staatsquote über 34 % und damit weit höher als unter dem Sozialisten Allende. Kritiker verspotteten diese Entwicklung als „Chicago way to socialism“.

### „Pragmatischer Neoliberalismus“ (1983–1990)
Mit Hernán Büchi, der an der Columbia University in New York studiert hatte, wurde 1985 ein pragmatischer Chicago Boy zum Finanzminister. Büchi hatte keine Hemmung, die Marktwirtschaft durch Staatseingriffe zu optimieren. Durch Bankenregulierung und die neugegründete Bankenaufsicht Superintendencia de Bancos e Instituciones Financieras (SBIF) sowie Kapitalverkehrskontrollen sollte eine neue Finanzkrise vermieden werden. Um die Devisenknappheit zu überwinden, wurde das Exportförderprogramm ProChile ins Leben gerufen. Es bietet chilenischen Unternehmern bis heute praktische und konkrete Hilfestellung etwa bei Informationen über die Eigenheiten der Zielmärkte. Eine weitere Diversifizierung und ein Anwachsen der Exporte konnte durch vergünstigte Kredite und Subventionen für die Exportbranchen erreicht werden. Die Importzölle wurden differenziert und einzelne Zölle auf bis zu 35 % angehoben. Für einzelne Agrarprodukte wurden Mindestpreise garantiert. Die im Zuge der Wirtschaftskrise verstaatlichten Banken und einige profitable staatseigene Wirtschaftsunternehmen wurden privatisiert. Anders als in den 1970er Jahren beschränkte sich die Geldpolitik auf moderate klassische Zinspolitik, wobei zweistellige Inflationsraten in Kauf genommen wurden. Seit Mitte der 1980er Jahre wuchs die Wirtschaft im Durchschnitt jährlich um 7,9 %
Die Einkommensungleichheit erhöhte sich aber auch in der 2. Hälfte der 1980er Jahre, der Bevölkerungsanteil unter der Armutsgrenze sank nur geringfügig. Als Papst Johannes Paul II. 1987 Chile besuchte, sprach er das „Drama der extremen Armut“ an und forderte die Chilenen auf schnelle und wirksame Maßnahmen zugunsten der Armen zu ergreifen, da diese nicht darauf warten können, dass eine allgemeine Verbesserung des Wohlstands auch für die Ärmsten eine Erleichterung der Situation bringt.

### Nachwirkungen der Reformen
Der Erfolg der Wirtschaftspolitik war eher gering, denn ein Wirtschaftswachstum von durchschnittlich 2,9 % war im internationalen Vergleich eher durchschnittlich und für chilenische Verhältnisse sogar gering. Nach dem Berater der UN-Wirtschaftskommission für Lateinamerika Ricardo Ffrench-Davis blieb die wirtschaftliche Entwicklung sowohl in der Regierungszeit Allendes, als auch in derjenigen Pinochets deutlich unter dem Wachstumspotential. Während der Wirkungszeit der Chicago Boys sank der Durchschnittslohn; der Anteil der unter der Armutsgrenze lebenden Chilenen erhöhte sich zugleich von 20 auf 44 %. Diese negativen Auswirkungen führt Ffrench-Davis auf den schädlichen Radikalismus der besagten Schocktherapie zurück. Die marktradikalen Reformen der Chicago Boys führten zu Massenarbeitslosigkeit und Kaufkraftverlusten. Der Lebensstandard vieler Chilenen verschlechterte sich drastisch. Daraufhin setzte Pinochet in der Phase des pragmatischen Neoliberalismus auf Ökonomen, die in größerer Distanz zu dem Wirtschaftsmodell Milton Friedmans standen. Erst als es nach der Krise von 1981/82 zu einer Abkehr von der Lehre der Chicago Boys kam, zu Re-Regulierungen, vorsichtigen Staatsinterventionen und zur Stützung bedeutender bankrotter Unternehmen kam die Wirtschaft auf einen nachhaltigen Wachstumspfad.
Als wichtigste bleibende Auswirkung der Wirtschaftspolitik der Chicago Boys gilt, laut Anil Hira, der Beitrag zur Reifung des chilenischen Kapitalmarktes. Seit 1985 ist die volkswirtschaftliche Ersparnis Chiles stark angestiegen. Es wurden mehr Investitionen getätigt, und Chile wurde unabhängiger von ausländischen Krediten. Das Ansteigen der gesamtwirtschaftlichen Sparquote wurde von einigen Wirtschaftswissenschaftlern als direkte Auswirkung der Einführung des Kapitaldeckungsverfahrens im Rahmen der chilenischen Rentenreform angesehen. Aufgrund der lateinamerikanischen Schuldenkrise war es in den 1980er Jahren sehr schwierig ausländische Kredite zu erlangen. Viele lateinamerikanische Länder versuchten daher durch ähnliche Rentenreformen die inländische Kapitalakkumulation zu erhöhen und dadurch ein höheres Wirtschaftswachstum zu stimulieren. Allerdings konnte nur in Peru ein leichter Anstieg der gesamtwirtschaftlichen Sparquote in zeitlicher Koinzidenz mit der Rentenreform beobachtet werden. In Argentinien ergab sich im Zuge der Rentenreform keine Veränderung der Sparquote. In Kolumbien und Mexiko ging die gesamtwirtschaftliche Sparquote nach Einführung des Kapitaldeckungsverfahrens sogar zurück. Bei näherem Hinsehen beruhte die einfache Formel Kapitaldeckungsverfahren = höhere volkswirtschaftliche Ersparnis auf einem Denkfehler. Beispielsweise beliefen sich die Einzahlungen in die chilenischen Rentenfonds im Jahr 1988 auf 2,7 % des Bruttosozialprodukts, was die private Ersparnis entsprechend erhöht hatte. Volkswirtschaftliche Beobachter hatten dabei aber übersehen, dass gleichzeitig Umstellungskosten in Höhe von ca. 4 % des Bruttoinlandsprodukts anfielen, welche die öffentliche Ersparnis entsprechend verringert hatten. In der Summe hatte sich die Umstellung des Rentensystems entgegen ersten Vermutungen nicht positiv, sondern negativ auf die chilenische Sparquote ausgewirkt. Peter R. Orszag und Joseph E. Stiglitz kommen zu dem Schluss, dass die Einführung eines Kapitaldeckungsverfahrens für sich alleine nicht zu einer Erhöhung der gesamtwirtschaftlichen Sparquote führt, diese hängt von dem weiteren Verhalten der Bürger und des Staates ab. Vor diesem Hintergrund wird darauf hingewiesen, dass in Chile in den 1980er Jahren auch in anderen Wirtschaftsbereichen Reformen durchgeführt wurden, die zu einer Reifung des chilenischen Kapitalmarktes und zur Stärkung des Vertrauens in Institutionen des chilenischen Kapitalmarktes sowie zu einer Erhöhung der Spar- bzw. Investitionsbereitschaft geführt haben. Hinsichtlich der Kernfunktionalität eines Rentensystems, die Versorgung der Bevölkerung zu sichern, hatte die Privatisierung des Rentensystems allerdings sehr negative Folgen. Seit der Privatisierung der Rentenversicherungen erwarb die eine Hälfte der chilenischen Bevölkerung keinerlei Rentenansprüche mehr und für 40 % der anderen Bevölkerungshälfte wurde es schwierig, wenigstens die Voraussetzungen für eine Mindestrente zu erreichen.
Auch nach der Demokratisierung wurde die von den Chicago Boys eingeführte Strategie einer exportorientierten Wirtschaftspolitik und relativ niedriger Steuersätze weiterverfolgt.

## Wirtschaftspolitik nach der Redemokratisierung (seit 1990)

### Weichenstellungen während der Transition

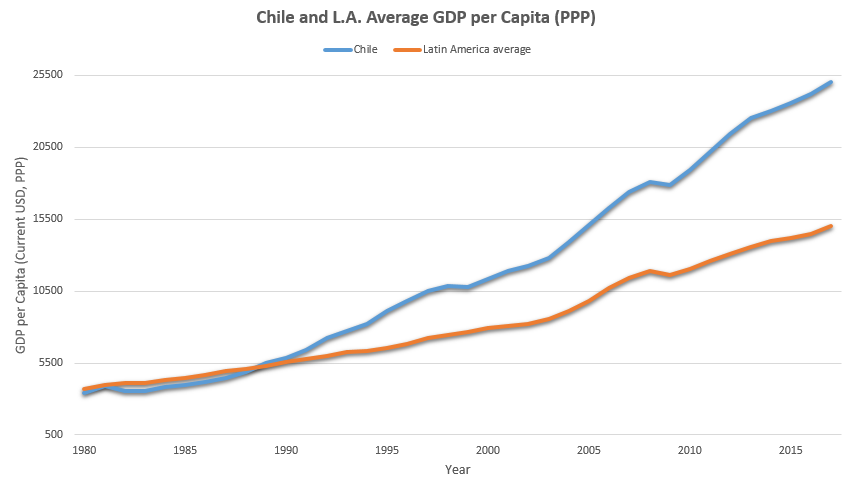
Das Bruttoinlandsprodukt pro Kopf Chiles nach Kaufkraftparität (Blau) und das Lateinamerikas (Orange) (1950–2017).

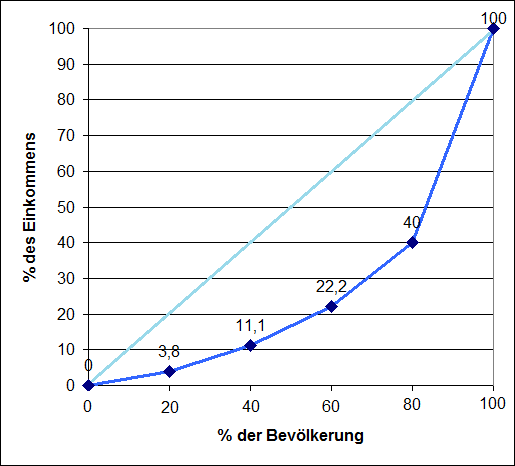
Einkommensverteilung 2003. Zwar gelang in Chile seit der Redemokratisierung eine Zurückdrängung der Armut durch ein hohes Wirtschaftswachstum und gezielte sozialpolitische Maßnahmen. Die Ungleichheit der Einkommensverteilung ist jedoch weiterhin sehr groß.

In den letzten Monaten der Diktatur versuchte das Regime, die Wirtschaftsordnung festzuschreiben. Die Zentralbank wurde in die Unabhängigkeit entlassen, ihr Präsident sollte fortan vom Militär bestimmt werden. In der Phase des Übergangs zur Demokratie mussten die Concertación-Regierungen weiterhin Rücksicht auf das Militär nehmen, wobei eine implizite Übereinkunft mit dem Militär bestand, keine wesentlichen Änderungen in der Wirtschaftspolitik vorzunehmen. Insbesondere wurde die exportorientierte Wirtschaftspolitik fortgeführt. In der Sozialpolitik kam es zu einer zaghaften Ausweitung der Sozialausgaben. Die Einkommensverteilung, die seit den Reformen unter Pinochet extrem ungleich geworden war, glich sich in den ersten Jahren nach der Demokratisierung überaus stark an. Zur Reduzierung der Armut erhöhte die Regierung die Sozialausgaben insbesondere im Wohnungs-, Erziehungs- und Gesundheitsbereich deutlich.
| 1960 | 1965 | 1970 | 1974 | 1980 | 1985 | 1988 | 1992 |
| ---- | ---- | ---- | ---- | ---- | ---- | ---- | ---- |
| 13,6 | 12,9 | 11,5 | 15,2 | 10,9 | 10,1 | 10,4 | 16,1 |

| 1987 | 1990 | 1992 | 1994 | 1996 | 1998 | 2000 |
| ---- | ---- | ---- | ---- | ---- | ---- | ---- |
| 45,1 | 38,6 | 32,6 | 27,5 | 23,3 | 21,7 | 20,6 |

1990 wurde im Einvernehmen zwischen Regierung, Arbeitgebern und Arbeitnehmern das Arbeitsrecht reformiert, insbesondere die Rechte der Gewerkschaften gestärkt, um die Verhandlungsmacht von Arbeitgebern und Arbeitnehmern anzugleichen. Durch eine Steuerreform wurden die Einnahmen erhöht und der Anteil der Sozialausgaben an den Staatsausgaben vergrößert. 1991 wurde eine Erhöhung des Mindestlohns beschlossen, der sich von 1989 bis 1993 um 28 % erhöhte. Die weiteren Erhöhungen des Mindestlohns wurden an den Produktivitätsfortschritt gekoppelt. Dies führte gleichfalls zu signifikanten Fortschritten in der Bekämpfung der Armut. Während gegen Ende des Pinochet-Regimes (1987) 45 % der Bevölkerung in Armut lebten, waren es im Jahr 2000 noch 21 %. Nach 2000 reformierten die Präsidenten Ricardo Lagos und Michelle Bachelet das Gesundheitssystem. Die Reformen haben nicht verhindern können, dass auch weiterhin Bürger mit geringerem Einkommen oder hohen Krankheitsrisiken von den privaten Krankenversicherungen aussortiert werden. Mit den Reformen wurde aber sichergestellt, dass bestimmte Krankheiten bei jedem Bürger behandelt werden können. Präsidentin Bachelet setzte auch die Rentenreform von 2008 durch.
Der starke Zufluss ausländischen Kapitals wurde durch eine Rücklagepflicht reguliert (Indirekte Kapitalverkehrskontrolle). Dadurch wurde sichergestellt, dass ein massiver Abzug ausländischen Kapitals nicht so schnell eine Finanzkrise verursachen kann. Die mexikanische Tequila-Krise von 1994/95 konnte Chile infolgedessen nicht anstecken.
Unter den Präsidenten Patricio Aylwin (1990–1993) und Eduardo Frei Ruiz-Tagle (1994–1999) erlebte Chile die stärkste Prosperitätsphase der Geschichte mit einem Wirtschaftswachstum von 7 % pro Jahr. Die Chilenen sind seit Mitte der 1990er Jahre wieder wohlhabender als durchschnittliche Südamerikaner. Die nachfolgende Tabelle zeigt die ökonomische Entwicklung Chiles unter Aylwin und Frei Ruiz-Tagle im Vergleich zu den Regierungen davor:
| Regierung                                                                                       | Alessandri (1959–1964) | Frei-Montalva (1965–1970) | Allende (1971–1973) | Pinochet (1974–1989) | Aylwin (1990–1993) | Frei Ruiz-Tagle (1994–1999) |
| ----------------------------------------------------------------------------------------------- | ---------------------- | ------------------------- | ------------------- | -------------------- | ------------------ | --------------------------- |
| Wachstum BIP in %                                                                               | 3,7                    | 4,0                       | 1,2                 | 2,9                  | 7,7                | 5,6                         |
| Exportwachstum                                                                                  | 6,2                    | 2,3                       | −4,2                | 10,6                 | 9,6                | 9,4                         |
| Arbeitslosenquote (Beschäftigte in Arbeitsbeschaffungsmaßnahmen wurden als Arbeitslose gezählt) | 5,2                    | 5,9                       | 4,7                 | 18,1                 | 7,3                | 7,4                         |
| Reallöhne (1970 = 100)                                                                          | 62,2                   | 84,2                      | 89,7                | 81,9                 | 99,8               | 123,4                       |
| Investitionsquote in % des BIP (Basis: Peso von 1977)                                           | 20,7                   | 19,3                      | 15,9                | 15,6                 | 19,9               | 24,1                        |
| Haushaltsdefizit bzw. -überschuss in % des BIP                                                  | −4,7                   | −2,5                      | −11,5               | 0,3                  | 1,7                | 1,2                         |

### Überwindung der Asienkrise
Gegen die Asienkrise zeigte sich Chile jedoch nicht immun. Zum einen wurde die in der Tequila-Krise bewiesene wirtschaftliche Stabilität im In- und Ausland überbewertet. Trotz eines umfangreichen Kapitalzuflusses in den Jahren 1996/97 (1997 erfolgten Zuflüsse in Höhe von 10 % des Bruttoinlandsproduktes) wurden die Kapitalverkehrskontrollen nicht verstärkt. Zudem hatte sich 1996/97 das Außenhandelsdefizit stark vergrößert.
1997 und 1998 kam es in Ostasien, Russland und Brasilien zu schweren Wirtschaftskrisen. Mit den Wirtschafts- und Währungskrisen in Südostasien brachen die Rohstoffexporte in diese Region ein, die immerhin etwa ein Drittel des Exportvolumens ausmachten. Durch die dortigen Währungsabwertungen verringerten die Tigerstaaten die Kaufkraft für Importe. Des Weiteren wurden auch die südamerikanischen Nachbarn mit in die Rezession gezogen, die ein wichtiger Handelspartner waren und ca. ein Fünftel von Chiles Exporten absorbierten.
Die chilenische Zentralbank reagierte mit einer massiven Zinserhöhung von 7 auf 14 %, um den Kapitalabfluss zu vermindern und den Peso zu stabilisieren. Anders als im übrigen Lateinamerika (vor allem in Brasilien) kam es in Chile nicht zu größeren Abflüssen. Die Zinserhöhung trug jedoch kurzfristig zu Wachstumseinbruch und Arbeitslosigkeit bei. Schon kurze Zeit später wurden die Zinsen wieder auf 5 % gesenkt und die Regierung reagierte mit keynesianischer Nachfragepolitik. Das erste Mal seit Jahren wies der Staatshaushalt ein Defizit von 1,5 % des Bruttoinlandsprodukts aus. Die Wirtschaft konnte dadurch stabilisiert werden. Die Folgen für die Wirtschaft waren gravierend, aber nicht von Dauer. 1999 verringerte sich das Bruttoinlandsprodukt um 1,1 % und der Peso wertete um 16 % gegenüber dem amerikanischen Dollar ab.

### Abhängigkeit von Kupfer und Diversifizierung
Auch die Concertación-Regierungen nach 1990 versuchten eine Diversifizierung der chilenischen Wirtschaft durch Innovations- und Forschungsförderung voranzutreiben. Die Abhängigkeit vom Bergbau ist aber nach wie vor groß. 2010 erwirtschaftete der Bergbau 19,2 % des Bruttosozialprodukts, 3,1 % der Beschäftigten arbeiten in dem Wirtschaftssektor. Die Landwirtschaft erwirtschaftet 3,1 % des Bruttosozialprodukts, hier arbeiten 10,6 % der Beschäftigten. Die Industrie trägt 11,1 % zum Bruttosozialprodukt bei, hier arbeiten 11,3 % der Beschäftigten. Der Dienstleistungssektor trägt zu 66,5 % des Bruttosozialprodukts bei, hier arbeiten 75,1 % der Beschäftigten.
Neben dem Kupfer- und Lithiumabbau sind heute die Nahrungsmittelproduktion, die Fischverarbeitung, die Eisen, und Stahlproduktion, die Holzverarbeitung, die Herstellung von Transportmitteln, die Zementherstellung und die Textilindustrie die wichtigsten Wirtschaftszweige. Die chilenische Regierung verfolgt traditionell eine antizyklische Fiskalpolitik. Wenn der Weltmarktpreis für Kupfer hoch ist, erwirtschaftet der Staatshaushalt Überschüsse, bei niedrigem Wirtschaftswachstum werden Haushaltsdefizite in Kauf genommen. So reagierte Chile auch auf die durch die Finanzkrise ab 2007 verursachte Weltwirtschaftskrise mit expansiver Fiskalpolitik und expansiver Geldpolitik.